# Катастрофа Ту-154 в Смоленську
Авіакатастро́фа по́льського президе́нтського літака́ в Смоле́нську 10 кві́тня 2010 ро́ку (пол. Katastrofa polskiego samolotu prezydenckiego w Smoleńsku) сталась о 10:54 за московським часом (о 09:54 за київським часом). За іншими даними — приблизно о 10:40 за московським часом, о 09:40 за київським часом (час зафіксовано енергетиками в результаті обриву лінії електропередач під час падіння літака). Унаслідок катастрофи загинув президент Польщі Лех Качинський, низка високопосадовців країни, громадських діячів та представників духовенства — всього 96 осіб (включно з 8 членами екіпажу).
Літак Ту-154М, який здійснював рейс із Варшави до Смоленська, під час заходу на посадку в складних метеорологічних умовах (за російською версією густий туман[джерело?], згідно з іншими джерелами навпроти — туману над ЗПС на той час вже не було і тому були літаки, які спокійно приземлилися до польського і після нього) за нез'ясованих обставин опустився на критично малу висоту (нижче рівня злітно-посадкової смуги), зачепив лівим крилом березу на висоті 4 метри від рівня землі і розбився на відстані 350—500 м від початку посадкової смуги аеродрому Смоленськ-Північний, лівіше на 150 метрів. Екіпаж до останніх секунд життя боровся за спасіння пасажирів та літака.
5 серпня 2014 року суд Варшави виніс рішення, згідно з яким Польща відновить розслідування катастрофи літака Ту-154 під Смоленськом, у результаті якої 10 квітня 2010 рік загинув Президент країни Лех Качинський. На початку квітня 2017 року стало відомо, що Польська прокуратура перекваліфікувала звинувачення на адресу російських диспетчерів на вежі «Смоленськ-Північний» з «несвідомого» на «свідоме» доведення ними екіпажу президентського літака Ту-154М до авіакатастрофи. Раніше провина диспетчерів кваліфікувалася як «несвідоме доведення до катастрофи».

## Мета візиту

Маршрут польоту

Разом зі своєю делегацією Лех Качинський мав намір відвідати Катинське кладовище, що розташоване під Смоленськом. Кладовище є міжнародним меморіальним комплексом жертвам тоталітарних репресій.
Лех Качинський мав виголосити промову 10 квітня 2010 на польському військовому цвинтарі у Катині під час траурних заходів, приурочених до 70-ї річниці катинської трагедії. Польська газета Rzeczpospolita опублікувала повний текст його виступу.

## Літак

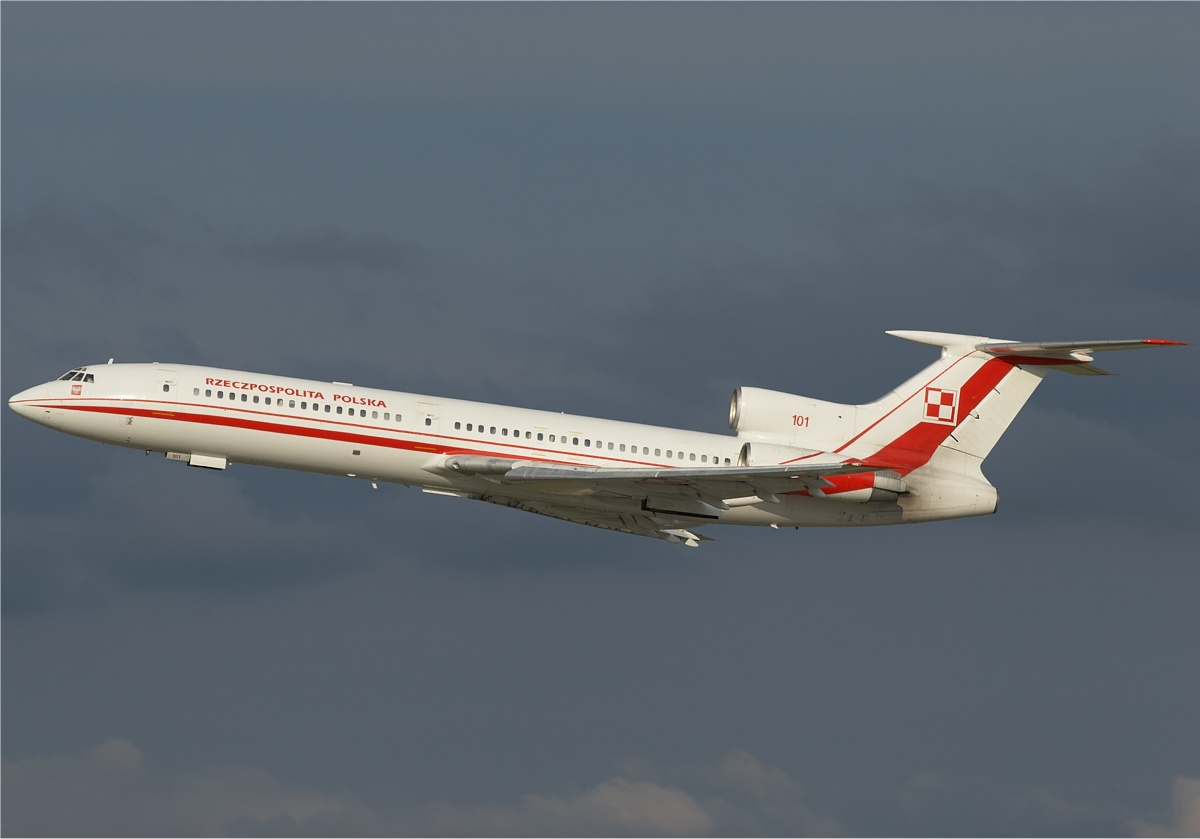
Зліт Ту-154М Польских ВПС в аеропорту «Бориспіль» у червні 2008 року

Польський урядовий літак Ту-154 з бортовим номером 101 був виготовлений в СРСР 29 червня 1990 року для польського уряду. Його технічний ресурс становив 30 тисяч годин польоту або 25 років експлуатації. Загалом він налітав 5141 годину. Його тричі ремонтували. Останній капітальний ремонт завершився 21 грудня 2009 року в місті Самара. Після цього він міг налітати ще 7500 годин. Проте налітав біля 138 годин.

## Причини катастрофи

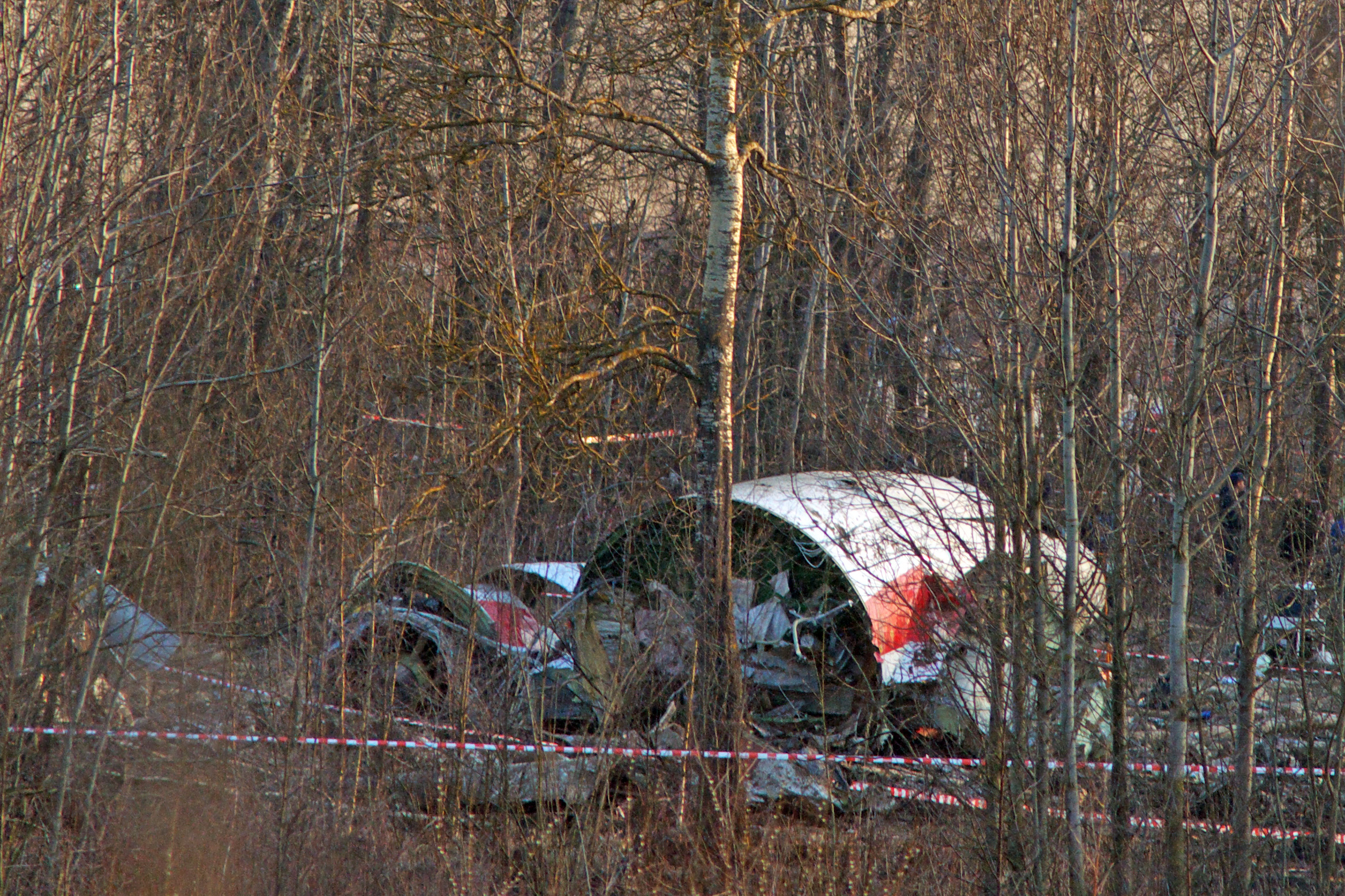
Місце катастрофи

Відповідно до висновку польського підкомітету з повторного розслідування повітряних авіакатастроф від 11 квітня 2022 р. безпосередньою причиною катастрофи літака Ту-154М, став вибух у лівому крилі. Вибух стався на відстані ста метрів до берези, з якою відбулося перше зіткнення літака. Слідство виявило сліди вибухівки на 190 елементах літака. Британська лабораторія підтвердила наявність гексогену, тротилу та пентриту у 89 із 238 досліджених зразків. Деякі сліди цих матеріалів були знайдені у місцях, недоступних для пасажирів чи екіпажу літака. Протягом всього періоду розслідування російська влада приховувала від Польщі артефакти та багато даних катастрофи. Частина даних була російською стороною сфальсифікована.
Ключове значення мала попередня передача літака на капітальний ремонт у російську Самару на завод «Авіакор». Контроль над процесом капітального ремонту дозволив встановити вибухівку всередину лівого крила. У запланований час і місце ліве крило «Туполєва» могло вибухнути за допомогою кодованої радіопередачі. Літак, втративши підіймальну силу з лівого борту, почав обертатися навколо своєї осі, що в потрібний момент призвело до вибуху пристрою, розміщеного в баластному кесоні, завдавши значних пошкоджень літаку.
Більшість незалежних експертів дотримувалися версій, згідно з якими Росія навмисно спровокувала цю катастрофу літака за допомогою спеціальних технічних пристроїв[джерело?] та технологій[джерело?].
Розглядалися кілька версій катастрофи: збій навігаційного обладнання, помилки екіпажу, несприятливі погодні умови, технічні несправності літака, операцію російських спецслужб, а також їх комбінації. Авіадиспетчери Білорусі попереджали про несприятливі умови для посадки у Смоленську і пропонували приземлитися у Мінську, але екіпаж все-таки вирішив сідати у Північному. На борту літака був президент Польщі Лех Качинський разом зі своєю дружиною, голова Національного банку Польщі Славомир Скшипек, заступник міністра закордонних справ Анджей Кремер, керівник Інституту Національної пам'яті Януш Куртика, екс-президент Польщі Ришард Качоровський, голова Генерального штабу Польщі Францішек Ґонґор та багато інших урядовців. Також загинув весь персонал літака. Всього загинуло 96 осіб. Не вижив ніхто.

## Реакція у Польщі
У Польщі президентом тимчасового уряду оголошено спікера парламенту Броніслава Коморовського. Також скликана екстрена рада уряду та керівництва Польщі.
О 15:00 годині у Польщі було оголошено семиденну жалобу. 11 квітня опівдні за місцевим часом у Варшаві відбулося дві хвилини мовчання.

## Офіційні міжнародні відгуки
- Україна — Президент України Віктор Янукович висловив співчуття: «Від імені народу України та від мене особисто прошу передати глибокі співчуття та слова підтримки рідним і близьким загиблих та всьому польському народу»[16] Окрім того, за повідомленням 5-го каналу телебачення, співчуття висловили екс-прем'єр-міністр Микола Азаров, голова Верховної Ради Володимир Литвин, колишній міністр зовнішніх справ України Костянтин Грищенко, колишній президент України Віктор Ющенко та лідер об'єднаної опозиції Юлія Тимошенко. Пізніше Віктор Янукович оголосив 12 квітня днем жалоби[17][18].
- Польща — 10 квітня 2010 року виконувач обов'язків президента Польщі маршалек Польського сейму Броніслав Коморовський поінформував про розпорядження щодо 7-денного трауру в Польщі[19]. Прем'єр Польщі Дональд Туск вилетів на місце катастрофи у Росії. Польща проведе своє розслідування катастрофи[20]. Колишній президент Польщі Лех Валенса в ефірі TVN24 назвав катастрофу під Смоленськом «другою Катинською трагедією», бо «загинула еліта нашої країни».
- Грузія — Михеіл Саакашвілі проінформував, що 11 квітня у Грузії оголошено днем жалоби[21].
- Литва — Андрюс Кубілюс поінформував, що 11 квітня в Литві оголошено днем жалоби[22].
- Росія — Президент Росії Дмитро Медведєв висловив своє співчуття Броніславу Коморовському у зв'язку з авіакатастрофою[23]. Дмитро Медведєв оголосив у Росії 12 квітня днем жалоби[24].
- Мальдіви — президент Мальдівської Республіки Мохамед Нашид постановив, що на знак жалоби 2 дні від 11 квітня прапор Мальдів буде приспущений.
- Бразилія — президент країни Луїз Інасіу Лула да Сілва оголосив триденну жалобу[25].

Крім того, співчуття польському народу на офіційному рівні висловили такі країни: Афганістан, Австрія, Азербайджан, Албанія, Білорусь, Болгарія, Вірменія, Греція, Китай, Хорватія, Чехія, Данія, Молдова, Велика Британія, Угорщина, Франція, Естонія, Іспанія, Фінляндія, Індія, Індонезія, Ірландія, Ісландія, Ізраїль, Японія, Ватикан, Канада, Кенія, Колумбія, Косово, Литва, Німеччина, Пакистан, Перу, Румунія, Сербія, Словаччина, Швейцарія, США, Швеція, Туреччина.
Співчуття також висловили ряд найбільших міжнародних організацій, у тому числі: НАТО, ЄС, Організація Об'єднаних Націй, Європейський центральний банк, Міжнародний валютний фонд, ОБСЄ, Організація економічного співробітництва і розвитку, Міжнародна організація праці, FIFA i UEFA тощо.

## Розслідування

### Російська сторона
Відразу ж після авіакатастрофи президент Росії Дмитро Медведєв скликав спеціальну комісію на чолі з прем'єр-міністром Володимиром Путіним, яка повинна встановити причини катастрофи літака Ту-154.
Як повідомляє Сергій Шойгу, міністр з надзвичайних ситуацій РФ, через кілька годин після катастрофи серед уламків літака було знайдено обидва бортові самописці. Дані, отримані після розшифровки «чорних ящиків», дозволяють говорити, що аварія Ту-154 не була пов'язана з технічними несправностями. На разі основна версія слідчих — помилка екіпажу.
Досі загадкою залишається, чому пілоти вирішили сідати у Смоленську при такій несприятливій погоді.
Для проведення технічного розслідування обставин авіакатастрофи створено спільну комісію Міждержавного авіаційного комітету та Міністерства оборони Російської Федерації.

### Польська сторона
Генеральний прокурор Польщі Анджей Шеремет на прохання міністра юстиції Кшиштофа Квятковського, віддав наказ про негайне розслідування обставин катастрофи. Також було порушено кримінальну справу за ч. 3 ст. 263 КК (порушення правил безпеки руху повітряного транспорту призвело по необережності смерть двох і більше осіб).
Колишній президент Польщі Лех Валенса припускає, що пілот літака міг діяти за чиєюсь вказівкою.
Деякі офіційні особи в Польщі звинувачують Росію в загибелі президента Леха Качиньського і всіх представників польської делегації в авіакатастрофі під Смоленськом.
За повідомленням українських мас-медіа Польща звернулася до Росії з проханням пришвидшити розслідування трагедії. Це прохання від Польщі оголосив міністр оборони Польщі Богдан Кліх під час зустрічі з віце-прем'єром Росії, заступником начальника урядової комісії з розслідування причин авіакатастрофи Сергієм Івановим й іншими експертами у Москві.
28 квітня 2010 року Прем'єр-міністр Польщі Дональд Туск під час прес-конференції повідомив, що аварія літака могла статися на п'ятнадцять хвилин раніше оголошеного у повідомленнях багатьох інформаційних агентств часу офіційної реєстрації катастрофи МНС Росії (08:56 (UTC+2)), а саме — о 08:41, коли бортові прилади перестали працювати після зіткнення літака з землею. Крім того, Туск зазначив, що не було аварії чи вибуху на борту Ту-154.
6 січня 2011 року польський телеканал TVN24 повідомив, що польська сторона досі не отримала записи радарів аеродрому Смоленська і стенограми розмов пілотів із диспетчерами, хоча Росія запевняє, що матеріали були відправлені.
У січні 2011 року Міжнародний авіаційний комітет (МАК) оприлюднив остаточну доповідь про розслідування авіакатастрофи, згідно з яким відповідальність за трагедію була покладена на пілотів, які відмовилися від пропозиції піти на запасний аеродром, незважаючи на несприятливі погодні умови. Непрямою причиною катастрофи була названа недостатня кваліфікована підготовка борту та екіпажу.
25 вересня 2012 року Головна військова прокуратура Польщі повідомила, що в ході додаткового розслідування та ексгумації двох тіл вони виявили їх підміну, зокрема це стосується однієї з лідерів профспілкового руху «Солідарність» Анни Валентинович, і мають підозри у невідповідному похованні 4 з 96 тіл. Представники партії «Право і справедливість» заявили про намір добиватися пояснень від влади Польщі. В понеділок, 22 жовтня 2012 р. відбулася ексгумація тіл ще двох жертв Смоленської катастрофи. Через аналіз ДНК польські слідчі спробують з'ясувати, чи не сталося помилки у приналежності останків конкретним жертвам авіатрагедії. За інформацією польських ЗМІ, йдеться про тіло останнього президента Польщі в екзилі Ришарда Качоровського, який похований у варшавському соборі Божественного Провидіння та про неназвану жертву трагедії, поховану на кладовищі «Повонзкі» у Варшаві.
Робоча група польського парламенту у складі понад 140 сенаторів та депутатів Сейму підготувала доповідь «28 місяців після Смоленська» і висунула відмінну від офіційної версію авіакатастрофи, надавши ряд фактів про вибух на борту літака в польоті за 5 с до падіння (у цей час літак рухався зі швидкістю 80 м/с на висоті 36 м). Саме в цей момент «чорна скринька» зафіксувала два сильні струси, спричинені вибухами в лівому крилі, потім іще одна — в тій частині літака, де крило переходить у фюзеляж. Цей другий вибух за версією робочої групи польського парламенту і спричинив розпад Ту-154М у повітрі та загибель літака з екіпажем та пасажирами. Наразі дискусійним залишається питання про причини такого вибуху.
30 жовтня 2012 року ЗМІ повідомили, що польські експерти-піротехніки виявили у рештках розбитого під Смоленськом президентського Ту-154М сліди тротилу у великій кількості:
|  | Пристрої зафіксували на 30-ти сидіннях розбитого літака сліди тротилу й нітрогліцерину. Ці речовини виявлено також у місці з'єднання корпусу літака з крилом. Схожі результати зафіксовано при дослідженні місця катастрофи, де перебували великогабаритні частини розбитого літака |

Однак, пізніше того дня голова окружної військової прокуратури у Варшаві Іренеуш Шельонг спростував інформацію про виявлення слідів вибухівки в літаку.
У квітні 2015 року, в результаті додаткових результатів щодо дешифрації переговорів пілотів судна, польська радіостанція RMF FM заявила, що пілотів відволікали від управління літаком та змушували здійснити посадку саме в Смоленську.
У вересні 2016 року міністр оборони Польщі Антоній Мацеревич заявив, що «метою дій російських диспетчерів і влади в Москві була катастрофа літака з президентом Качинським і цілою делегацією на борту». Результати нового розслідування Смоленської катастрофи оприлюднять у жовтні 2016 року.
29 жовтня 2016 року повідомлено, що Прокуратура Польщі почала розслідування через непроведення розтинів тіл жертв Смоленської катастрофи. Прес-секретар Нацпрокуратури Польщі Єва Бялик, як передає Польське Радіо, повідомила, що слідству належить з'ясувати, чому в Польщі не провели розтину жодної з жертв і знайти за це відповідальних: «Шість років тому, в Польщі взяли результати розтину тіл у Москві, хоч за експертизою Вроцлавського медичного університету видно, що у випадку однієї третини жертв, взагалі не проводилися будь-які розтини. Крім того, після перевезення тіл до Польщі, тут теж не проводилися розтини», — сказала Єва Бялик.
У грудні 2016 року Міністерство національної оборони Польщі звернулося до Росії з вимогою передати записи розмов, зареєстрованих у кабіні літака Ту-154М, що розбився під Смоленськом у 2010 році. Зазначається, що заява президента РФ Володимира Путіна на прес-конференції 23 грудня свідчить про те, що в розпорядженні російської сторони є зміст розмов між пілотом і пасажирами, які не були передані Польщі.

#### Перекваліфікація
На початку квітня 2017 року стало відомо, що Польська прокуратура перекваліфікувала звинувачення на адресу російських диспетчерів на вежі «Смоленськ-Північний» з «несвідомого» на «свідоме» доведення ними екіпажу президентського літака Ту-154М до авіакатастрофи. Раніше провина диспетчерів кваліфікувалася як «несвідоме доведення до катастрофи».
Прокурор Національної прокуратури Марек Кучинський заявив: «Аналіз доказового матеріалу, проведений слідчою групою, зокрема й проведення нової фоноскопічної експертизи, що стосується розшифровки змісту розмов із реєстратора П-500, який реєстрував слова осіб, які працюють на контрольній вежі, призвів до зміни постанови про представлення звинувачення на адресу двох громадян РФ. Зараз щодо цих осіб видано постанову про представлення звинувачення у свідомому доведенні до катастрофи у повітряному русі».
За його словами, третій особі, яка також була на контрольній вежі, висунуто звинувачення у «допомозі щодо доведення до катастрофи».
Він зазначив, що раніше їх провина кваліфікувалася як «несвідоме доведення до катастрофи».
За словами прокурора, польська сторона звернулася до РФ про юридичну допомогу у питанні доведення до осіб із контрольної вежі у Смоленську інформації про звинувачення на їхню адресу, а також організації їх допиту як підозрюваних за участю польських слідчих.

#### Звіт підкомісії з розслідування Смоленської катастрофи
На 7-му річницю катастрофи підкомісія з розслідування Смоленської катастрофи представила годинний фільм із результатами своєї роботи. Їм вдалося встановити, що літак почав утрачати частини ще до зіткнення з наземними об'єктами, приблизно за 900 м. Також зазначається, що двері лівого борту літака мали значно вищу швидкість при ударі об землю, ніж основна частина літака, що дає підстави припускати наявність додаткового джерела прискорення.

#### Заява голови підкомісії з розслідування 10.04.2018
10 квітня 2018 року голова польської підкомісії з розслідування Смоленської катастрофи Антоній Мацеревич заявив, що причиною загибелі пасажирів і екіпажу літака став вибух на його борту.

#### Технічний звіт розслідування Смоленської катастрофи 11.04.2018
Як свідчить технічний звіт розслідування Смоленської катастрофи, який презентували 11 квітня 2018 року в Польщі, літак Качинського знищили два вибухи. У доповіді, зокрема, йдеться, що літак був знищений у повітрі. Попередній звіт розслідування катастрофи від 2011 року, який здійснила підкомісія на чолі з Єжи Міллером, визнали недійсним. Тоді підкомісія дійшла висновку, що літак розбився, бо пішов на контрольоване зниження.

#### Висновки британських експертів 2019 року
Лабораторія судово-вибухових речовин при Міноборони Британії провела в 2019 році дослідження. За результатами досліджень британської лабораторії Forensic Explosives Laboratory прийшли до висновку, що літак був підірваний вибухівкою.

#### Висновки парламентської комісії Сейму Польщі 2020
У липні 2020 року комісія з'ясувала, що на борту Ту-154М сталися два вибухи — в районі лівого крила та у центральному відсіку літака. На уламках літака були виявлені сліди тротилу, гексогену та пентриту. Факт вибухів підтверджується, з одного боку, характером пошкодження літака і розкидом його осколків, а з іншого, травмами загиблих. Парламенська комісія Сейму важає, що російські слідчі намагалися приховати докази вибухів на його борту.

### Судове переслідування авіадиспетчерів
У вересні 2020 року офіційна представниця Генпрокуратури Польщі Ева Бялик назвала авіадиспетчерів, пов'язаних із катастрофою: «Павло П., Віктор Р. і Микола К.», які в той час працювали на аеродромі Смоленськ-Північний. Генпрокуратура Польщі звернулася до суду з клопотанням про їхній арешт у зв'язку з підозрою в «навмисному доведенні до катастрофи у повітряному русі, що призвело до смерті багатьох осіб».

### Остаточний звіт про розслідування від 11 квітня 2022
11 квітня 2022 року польський підкомітет з повторного розслідування повітряних авіакатастроф презентував остаточний звіт про аналіз причин авіакатастрофи. Безпосередньою причиною катастрофи літака Ту-154М, став вибух у лівому крилі. На думку слідчих, вибух стався на відстані ста метрів до берези, з якою відбулося перше зіткнення літака, над місцевістю, де не було високих дерев чи інших перешкод для літака.
Слідство виявило сліди вибухівки на 190 елементах літака. Британська лабораторія підтвердила наявність гексогену, тротилу та пентриту у 89 із 238 досліджених зразків. Деякі сліди цих матеріалів були знайдені у місцях, недоступних для пасажирів чи екіпажу літака. За словами голови підкомітету Антонія Мацєревича: «високоенергетичні матеріали були виявлені так само й в місцях, які недоступні для пасажирів, екіпажу і техніків. Ці місця були закриті під час ремонту в Самарі. У зв’язку з чим походження матеріалів у цих місцях не обговорюється. Ми не можемо звинуватити у цьому пасажирів, екіпаж чи польських солдатів». Також голова підкомітету поскаржився на перешкоджання росіянами в проведені розслідування: «Польські представники ніколи не чули і не бачили оригінальні журнали польотів, вони не досліджували вибухові пошкодження у центроплані, не проводили лабораторний аналіз двигунів. Не отримали також більшості документів в аеропорту Смоленськ».
Ключове значення мала попередня передача літака на капітальний ремонт у російську Самару на завод «Авіакор». Контроль над процесом капітального ремонту дозволив встановити вибухівку всередину лівого крила. У запланований час і місце ліве крило «Туполєва» могло вибухнути за допомогою кодованої радіопередачі. Літак, втративши підіймальну силу з лівого борту, почав обертатися навколо своєї осі, що в потрібний момент призвело до вибуху пристрою, розміщеного в баластному кесоні, завдавши значних пошкоджень літаку.

## Скарга Польщі на Росію в суд ООН
У квітні 2017 року повідомлено, що Польща має намір подати скаргу на Росію в суд ООН.

## Версії
Брат загиблого президента Польщі та колишній прем'єр-міністр Ярослав Качинський спростував версію про «нещасний випадок». Він, спираючись на факти, стверджує, що диспетчери аеропорту Смоленська дезінформували пілотів польського літака. Він також зробив наголос на дивних подіях, які передували вильоту літака, а саме — телефонний дзвінок Путіна прем'єру Дональду Туску, щоб той відмовився від участі у польоті і залишився у Варшаві. Качинський також звинувачує російську сторону в утриманні та неоголошенні технічних подробиць катастрофи. Багато інших «випадковостей» та «дивин» дають привід сумніватися в тому, що це був технічний інцидент. Качинський стверджує, що 
моральну та політичну відповідальність за цю трагедію несе Дональд Туск та правляча партія… візит Президента був цілковито не підготовлений, зменшено рівень безпеки, а юридична відповідальність «веде» в Росію
Американський експерт польського походження, член експертної групи Сейму Польщі з вивчення обставин Смоленської катастрофи Казімєж Новачик 9 жовтня у Варшаві заявив, що версія вибуху на борту авіалайнера президента Польщі вранці 10 квітня 2010 року біля Смоленська знаходить все більше аргументів на свою користь:
Нам вдалося прочитати зі скриньки ATM («чорної скриньки» — ред.) перелік 11 неполадок, які сталися на висоті понад 30 метрів. Це було, зокрема, пошкодження двигуна, блоку електроживлення, системи ILS (автоматичного наведення на посадку — ред.), закрилок на крилах. Гіпотеза про вибухи, які зруйнували літак у повітрі, знаходить все більше підтверджень і її ймовірність зростає
За інформацією Казімєжа Новачика, наявність неполадок, які вдалося дослідити експертам групи за допомогою «чорних скриньок» розбитого Ту-154М, заперечує офіційні висновки польської урядової комісії ексміністра внутрішніх справ і адміністрації РП Єжи Міллера. Експерт висловив думку, що часовими рамками окремих неполадок на борту літака свідомо маніпулювали або їх приховували, щоб кінцевий висновок про причини катастрофи комісії Міллера відповідав звіту Міжнародного авіаційного комітету (МАК) у Москві.
У 2017 році повідомлено, що польська комісія, яка розслідує обставини загибелі Леха Качинського в авіакатастрофі під російським Смоленськом, заявила, що пошкодження крила президентського літака вказують на вибух. Тобто літак спершу вибухнув, а потім вже врізався в дерева при падінні.

## Критика: історичні паралелі
Головний редактор польського часопису Rzeczpospolita Богуслав Хработа нагадав, що Росія «досі [липень 2014] не віддала Польщі рештки літака, які й далі лежать на майданчику поряд зі смоленським аеродромом». На думку редактора, це дає Росії можливість маніпулювати польською політикою. Він закликав до жорсткішої позиції ЄС щодо Росії. Якщо Європа не продемонструє характер, то справа збитого малайзійського лайнера скінчиться, як і справа катастрофи польського Ту-154. Навіть якщо не брати до уваги причини катастрофи польського літака, «Росія повела себе як держава-терорист».
Після приходу до влади партії Ярослава Качиньського Польща створила нову слідчу групу у генпрокуратурі і комісію в міністерстві оборони. Польська сторона подала клопотання про притягнення до кримінальної відповідальності генерала Володимира Бенедиктова, який віддав наказ-рекомендацію завести Ту-154М на приземлення, та інших відповідальних за безпеку польоту польського президентського літака у повітряному просторі Росії і його безпеку під час приземлення на аеродромі Смоленськ-Північний. Слідчий комітет РФ відмовився виконувати цю вимогу.
Наприкінці 2017 року Польща звернулася до ООН і Міжнародного кримінального суду в надії, що ті допоможуть добитися видання уламків розбитого літака.

## Список пасажирів літака
- Лех Качинський, президент Польщі
- Марія Качинська, дружина президента
- Ришард Качоровський, останній президент Польщі у вигнанні
- Кшиштоф Путра, віцеспікер Сейму
- Єжи Шмайдзінський, віцеспікер Сейму
- Христина Бохенек, віцеспікер Сенату
- Александер Щиґло, голова Національної безпеки Польщі
- Францішек Гонгор, начальник Генерального штабу Війська Польського
- Владислав Стасяк, начальник президентської канцелярії
- Тадеуш Плоський, єпископ[70]
- Станіслав Єжи Коморовський, заступник міністра оборони
- Павел Випих, секретар канцелярії Президента
- Маріуш Гандзлик, заступник секретаря канцелярії Президента
- Томаш Мерта, заступник міністра культури

### Представники парламенту
- Лешек Дептула (Leszek Deptuła)
- Ґжеґож Дольняк (Grzegorz Dolniak)
- Ґражина Ґенсицька
- Пшемислав Ґосевський (Przemysław Gosiewski)
- Себастіан Карпінюк (Sebastian Karpiniuk)
- Ізабела Яруґа-Новацька (Izabela Jaruga-Nowacka)
- Збіґнев Вассерманн (Zbigniew Wassermann)
- Александра Наталлі-Свят (Aleksandra Natalli-Świat)
- Аркадіуш Рибицький (Arkadiusz Rybicki)
- Йоланта Шиманек-Дереш (Jolanta Szymanek-Deresz)
- Веслав Вода (Wiesław Woda)
- Едвард Войтас (Edward Wojtas)

сенатори:
- Яніна Фетлінська (Janina Fetlińska)
- Станіслав Зайонц (Stanisław Zając)

### Супровідні особи
- Януш Кохановський (Janusz Kochanowski) — омбудсмен
- Славомир Скшипек (Sławomir Skrzypek) — Голова Національного банку Польщі
- Януш Куртика (Janusz Kurtyka) — Голова Інституту національної пам'яті — Комісії з розслідування злочинів проти польського народу
- Януш Крупський (Janusz Krupski) — Голова Управління справ ветеранів і репресованих осіб
- Йоанна Аґацька-Індецька (Joanna Agacka-Indecka) — Голова Верховної адвокатської ради
- священник Роман Інджейчик (Roman Indrzejczyk) — капелан президента
- Барбара Мамінська (Barbara Mamińska) — канцелярія президента
- Ізабела Томашевська (Izabela Tomaszewska) — канцелярія президента
- Катажина Дорачинська (Katarzyna Doraczyńska) — канцелярія президента
- бригадний генерал Станіслав Наленч-Коморницький (Stanisław Nałęcz-Komornicki) — канцлер військового ордену Virtuti Militari
- підполковник Збіґнев Дембський (Zbigniew Dębski) — член капітулу військового ордена Virtuti Militari
- Чеслав Цивінський (Czesław Cywiński) — голова Всесвітньої спілки солдатів АК
- священник професор Ришард Румянек (Ryszard Rumianek) — ректор Університету кардинала Стефана Вишинського
- Пйотр Нуровський (Piotr Nurowski) — голова Олімпійського комітету Польщі
- Анна Валентинович (Anna Walentynowicz) — одна з засновників незалежної профспілки «Солідарність»
- Яніна Натусевич-Мірер (Janina Natusiewicz-Mirer)
- Януш Закренський (Janusz Zakrzeński) — польський актор
- Даріуш Янковський (Dariusz Jankowski)
- архієпископ бригадний генерал Мирон Ходаковський (Miron Chodakowski) — Православний Ординарій Польського Війська
- священник полковник Адам Пільх (Adam Pilch) — полковник, євангельський капелан
- священник підполковник Ян Осинський (Jan Osiński) — Польовий Ординаріат Польського Війська
- Едвард Духновський (Edward Duchnowski) — Генеральний Секретар Спілки Сибіряків
- священник прелат Броніслав Ґостомський (Bronisław Gostomski)
- священник Юзеф Йонець (Józef Joniec) — Голова Товариства Парафіада
- священник Здзіслав Круль (Zdzisław Król) — Капелан Варшавської Катинської Родини 1987—2007
- священник Анджей Квасьник (Andrzej Kwaśnik) — Капелан Федерації Катинських Родин
- Тадеуш Лютоборський (Tadeusz Lutoborski)
- Зенона Божена Мамонтович-Лоєк (Zenona Bożena Mamontowicz-Łojek) — Голова Польського Катинського Фонду
- Стефан Меляк (Stefan Melak) — Голова Катинського Комітету
- Станіслав Мікке (Stanisław Mikke) — заступник голови Ради Охорони Пам'яті Боротьби і Мучеництва
- Броніслава Оравець-Леффлер (Bronisława Orawiec-Löffler)
- Катаржина Піскорська (Katarzyna Piskorska) — дочка Томаша Піскорського
- Анджей Саріуш-Скомпський (Andrzej Sariusz-Skąpski) — Голова Федерації Катинських Родин
- Войцех Северин (Wojciech Seweryn)) — американський скульптор польського походження
- Лешек Сольський (Leszek Solski)
- Тереза Валевська-Пшиялковська (Teresa Walewska-Przyjałkowska) — Фонд «Голгота Сходу»
- Ґабріела Зих (Gabriela Zych)
- Ева Бонковська (Ewa Bąkowska) — онука бригадного генерала Мечислава Сморавинського
- Анна Марія Боровська (Anna Maria Borowska)
- Бартош Боровський (Bartosz Borowski)
- Маріуш Казана (Mariusz Kazana) — Директор Дипломатичного протоколу МЗС Польщі

### Екіпаж
- Аркадіуш Протасюк (Arkadiusz Protasiuk), капітан
- Роберт Ґживна (Robert Grzywna), член екіпажу
- Анджей Міхаляк (Andrzej Michalak), член екіпажу
- Артур Зєнтек (Artur Ziętek), член екіпажу
- Барбара Мацєйчик (Barbara Maciejczyk), стюардеса
- Наталія Янушко (Natalia Januszko), стюардеса
- Юстина Монюшко (Justyna Moniuszko), стюардеса

### Представники Збройних Сил РП
- генерал-лейтенант Броніслав Квятковський (Bronisław Kwiatkowski) — Операційний Командувач Збройних Сил Польщі
- генерал-лейтенант авіації Анджей Бласік (Andrzej Błasik) — Командувач Повітряних сил Польщі
- генерал Тадеуш Бук (Tadeusz Buk) — Командувач Сухопутних Військ Польщі
- генерал Влодзімеж Потасінський (Włodzimierz Potasiński) — Командувач військами спеціального призначення Польщі
- віцеадмірал Анджей Карвета (Andrzej Karweta) — Командувач Військово-морських сил Польщі
- бригадний генерал Казимеж Гілярський (Kazimierz Gilarski) — Командувач гарнізону Варшава

### Інші
Функціонери БОУ:

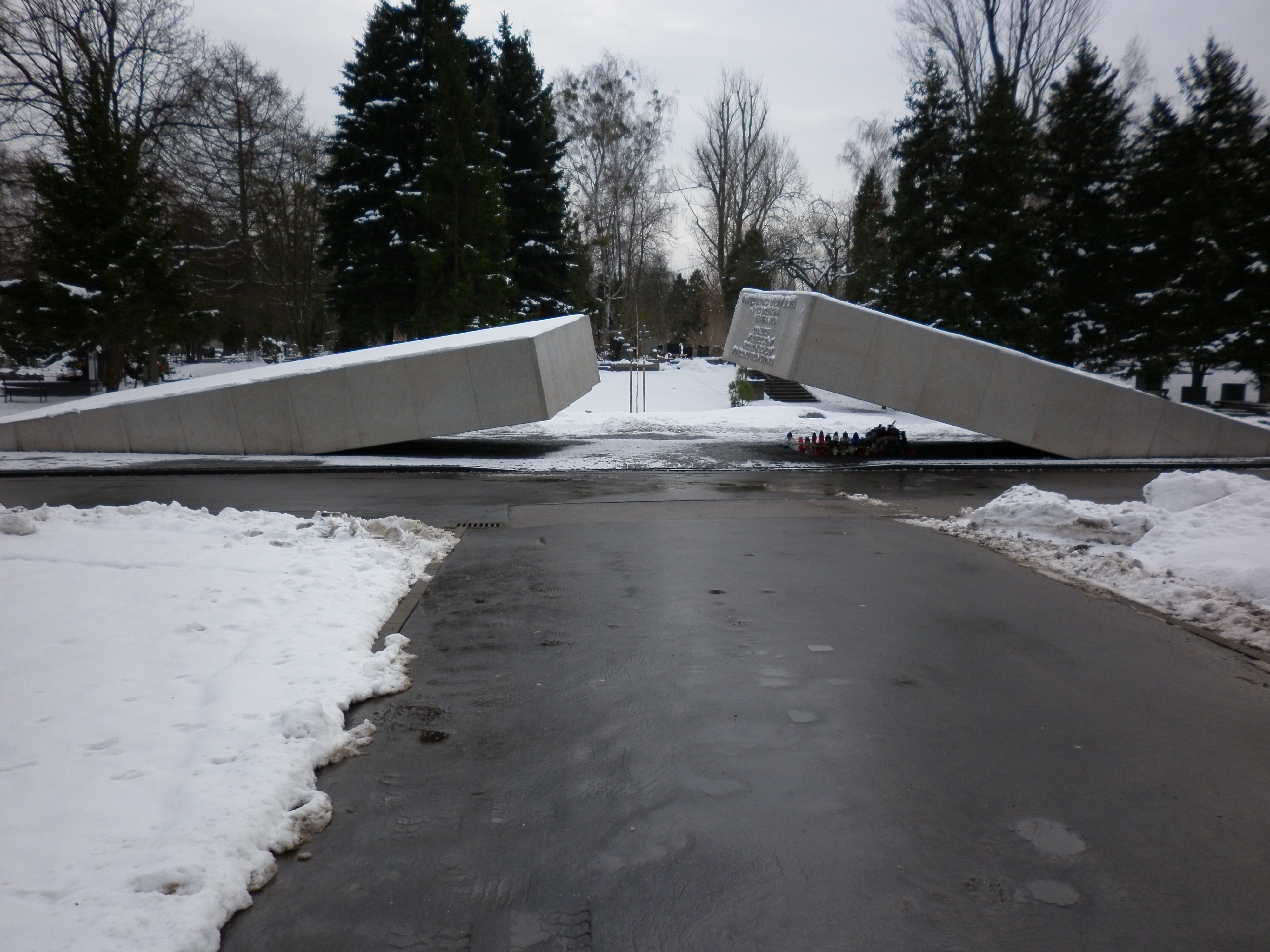
Пам'ятник загиблим, кладовище Військові Повонзки, Варшава

- Ярослав Фльорчак (Jarosław Florczak)
- Павел Янечек (Paweł Janeczek)
- Даріуш Михаловський (Dariusz Michałowski)
- Пйотр Носек (Piotr Nosek)
- Яцек Сурувка (Jacek Surówka)
- Павел Краєвський (Paweł Krajewski)
- Артур Француз (Artur Francuz)
- Марек Улерик (Marek Uleryk)
- Аґнешка Поґрудка-Венцлавек (Agnieszka Pogródka-Węcławek)
- Войцех Любінський (Wojciech Lubiński) — лікар президента
- Александр Федорович (Aleksander Fedorowicz) — перекладач з російської мови

## Фотографії з місця катастрофи в Смоленську

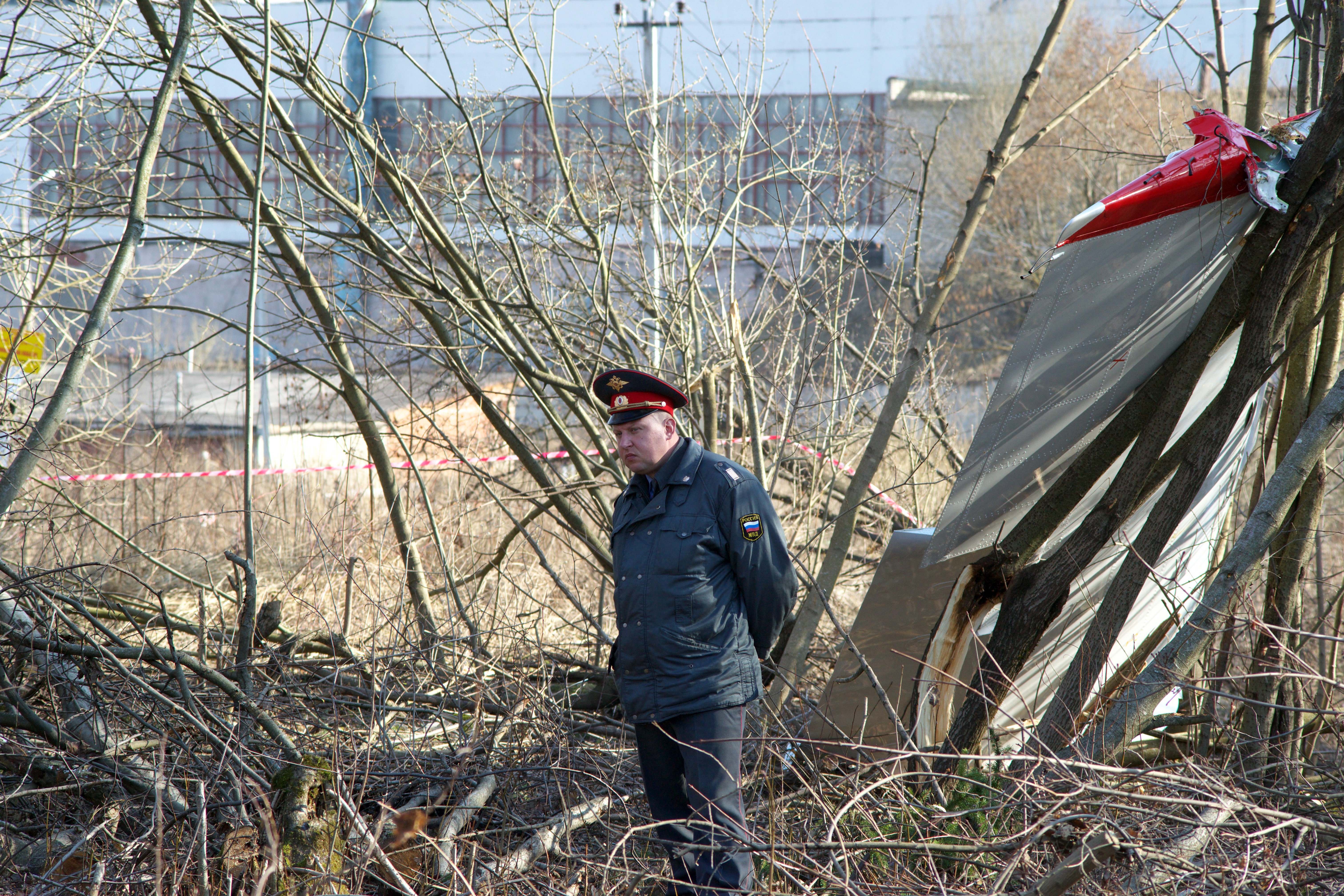
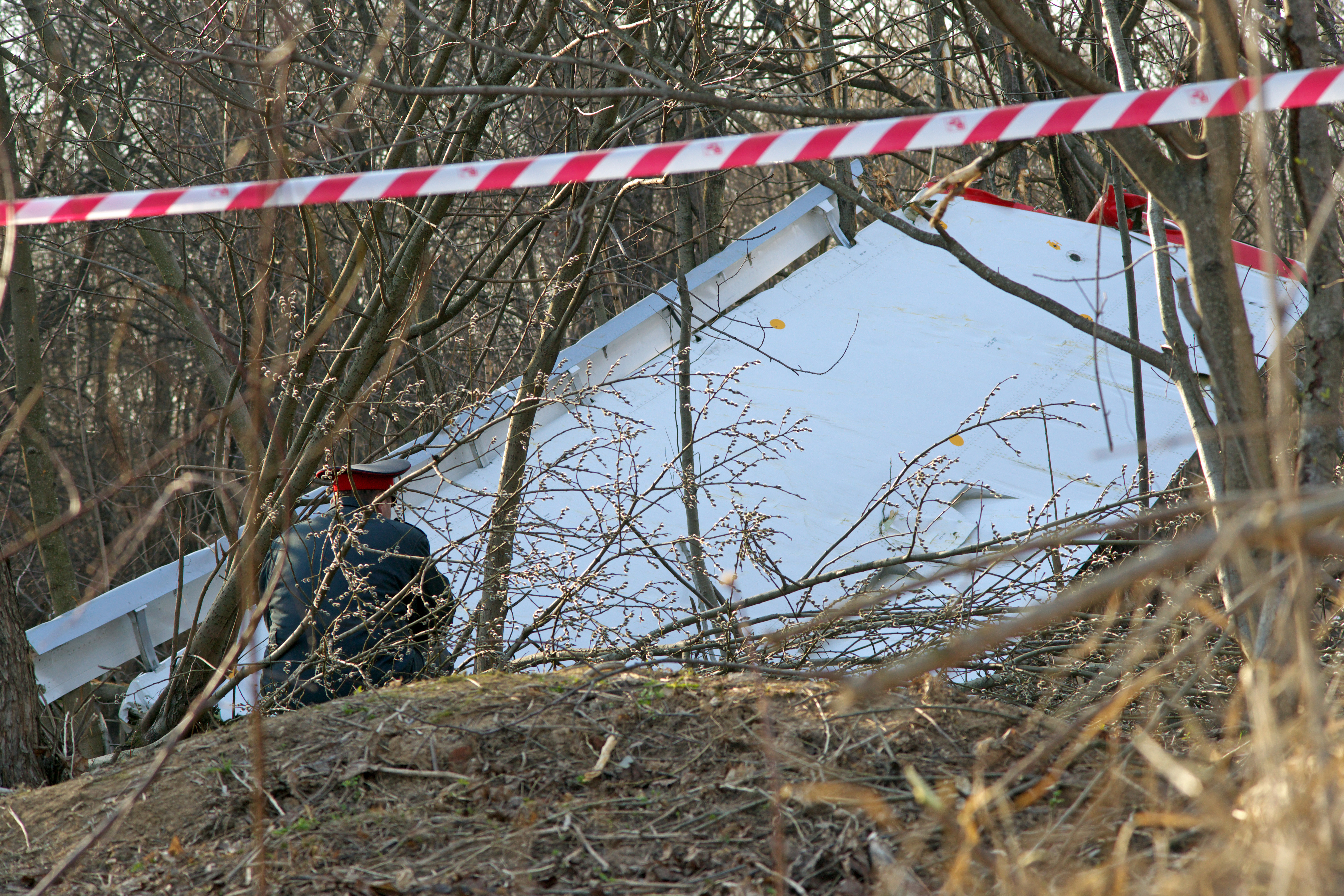
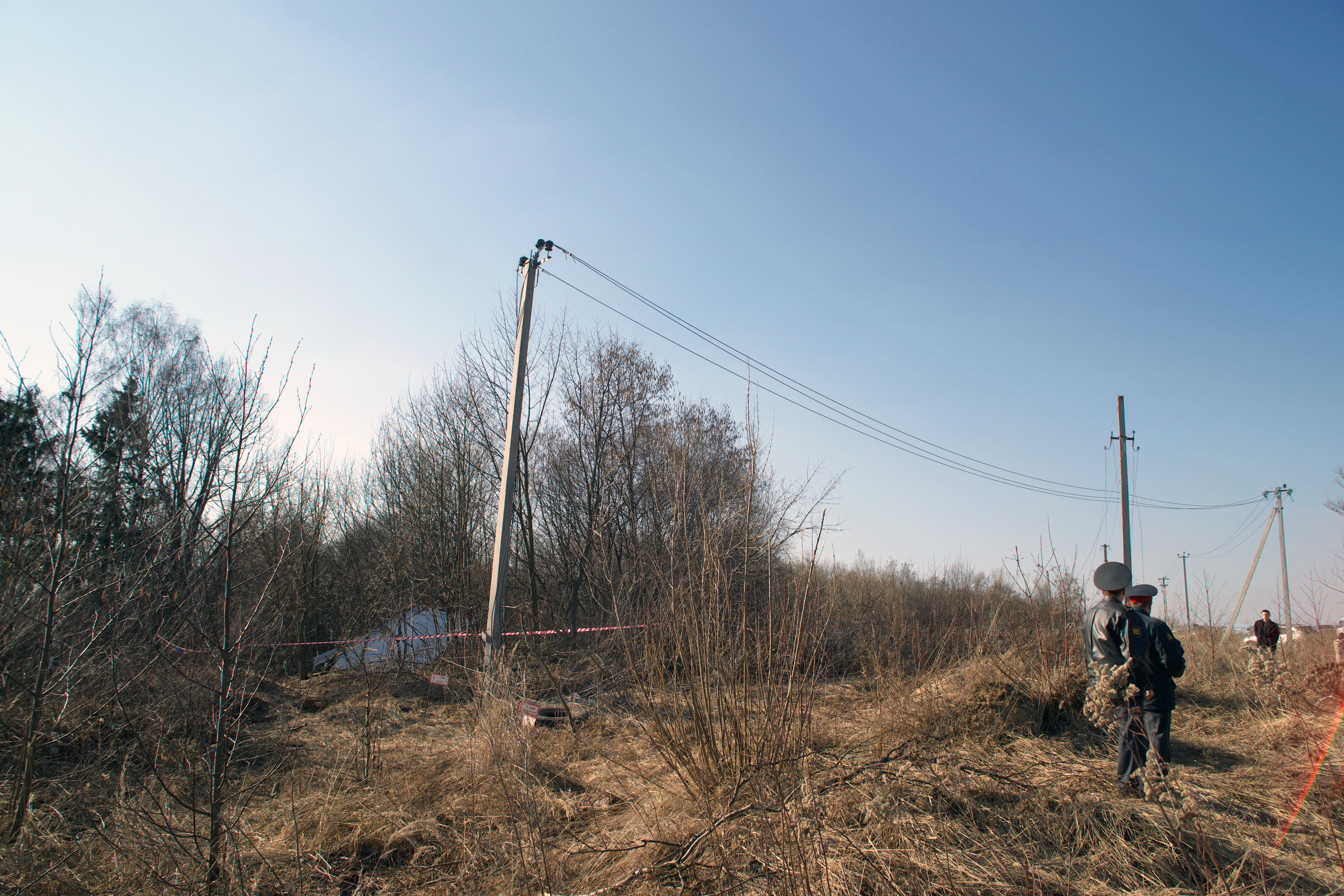
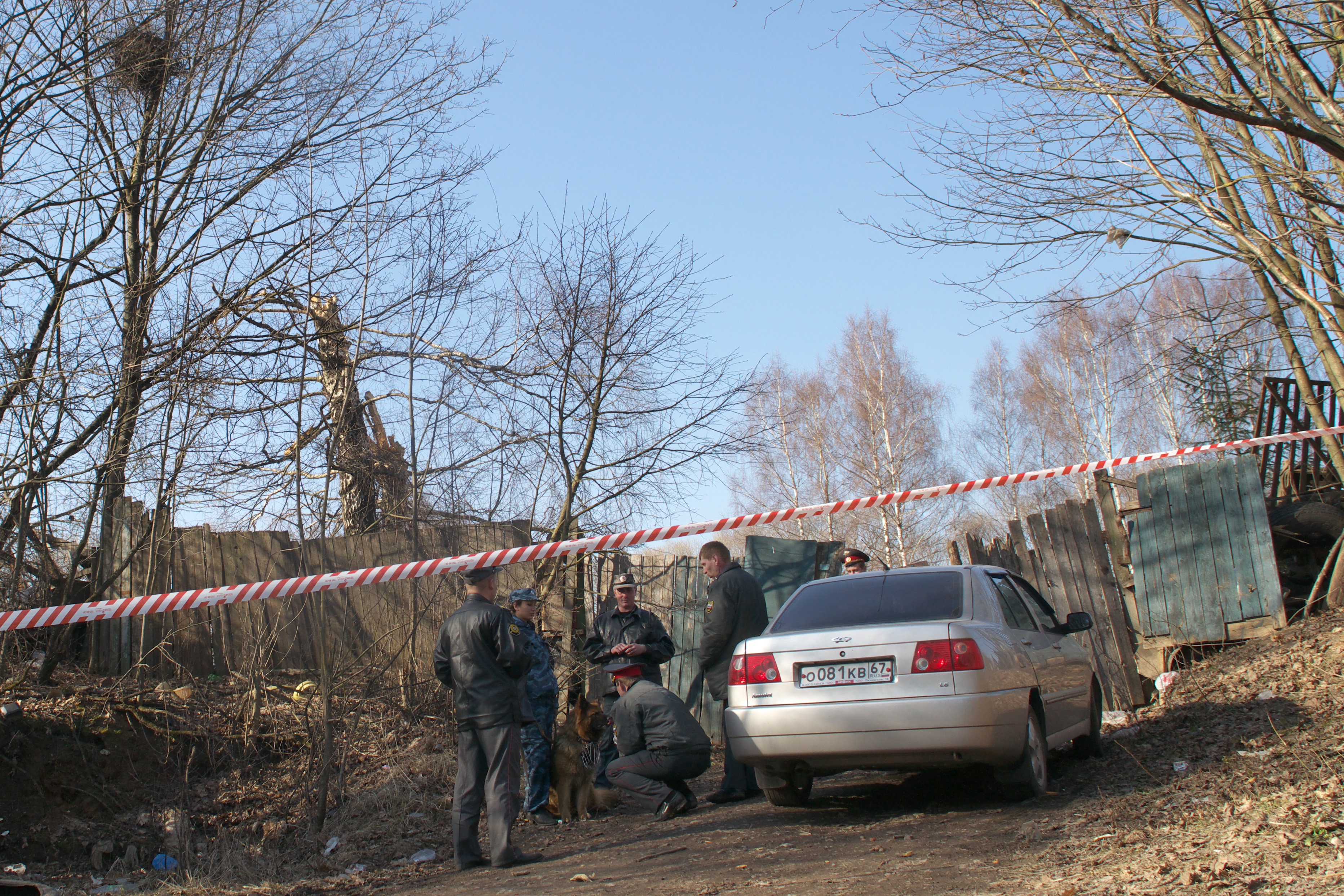
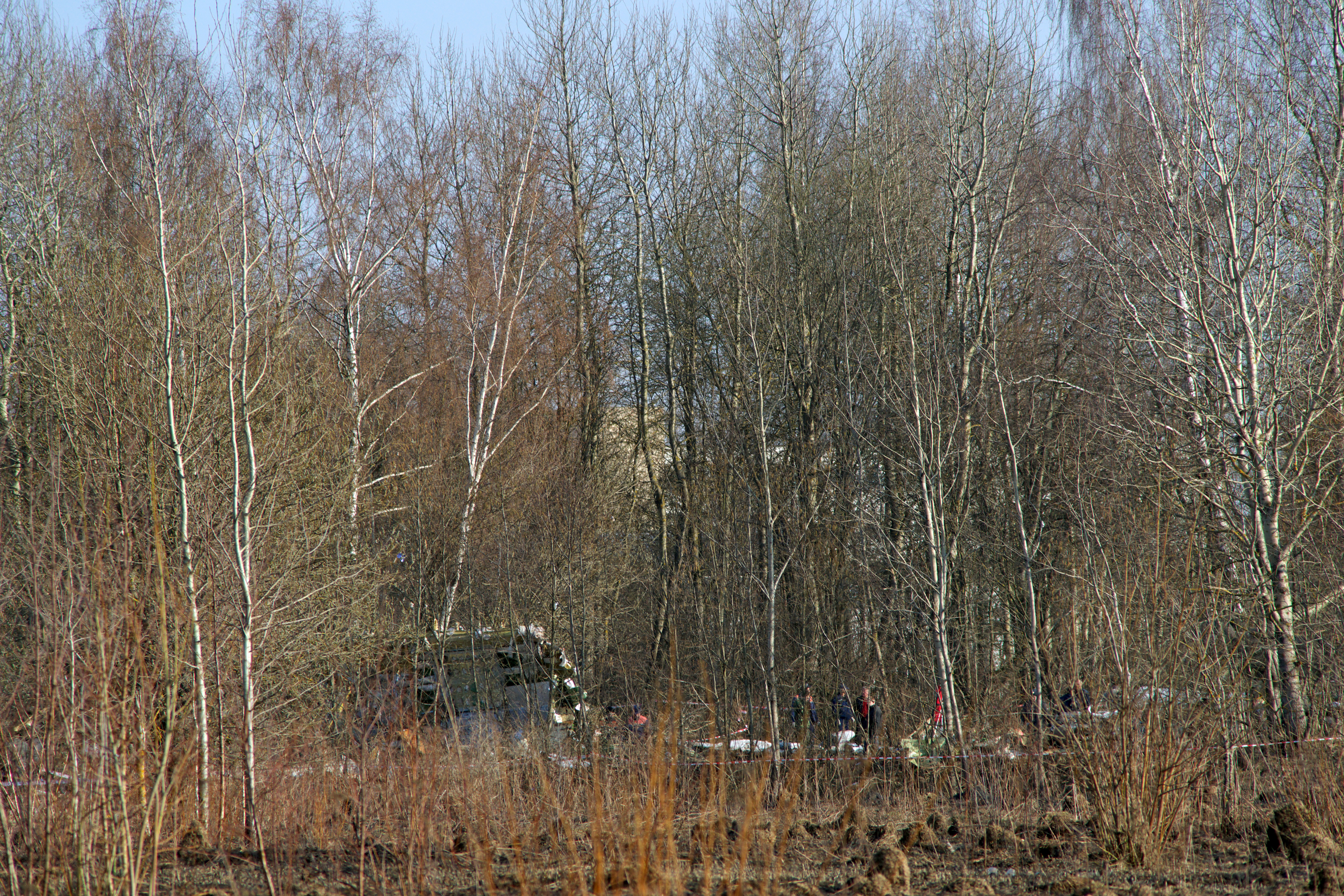
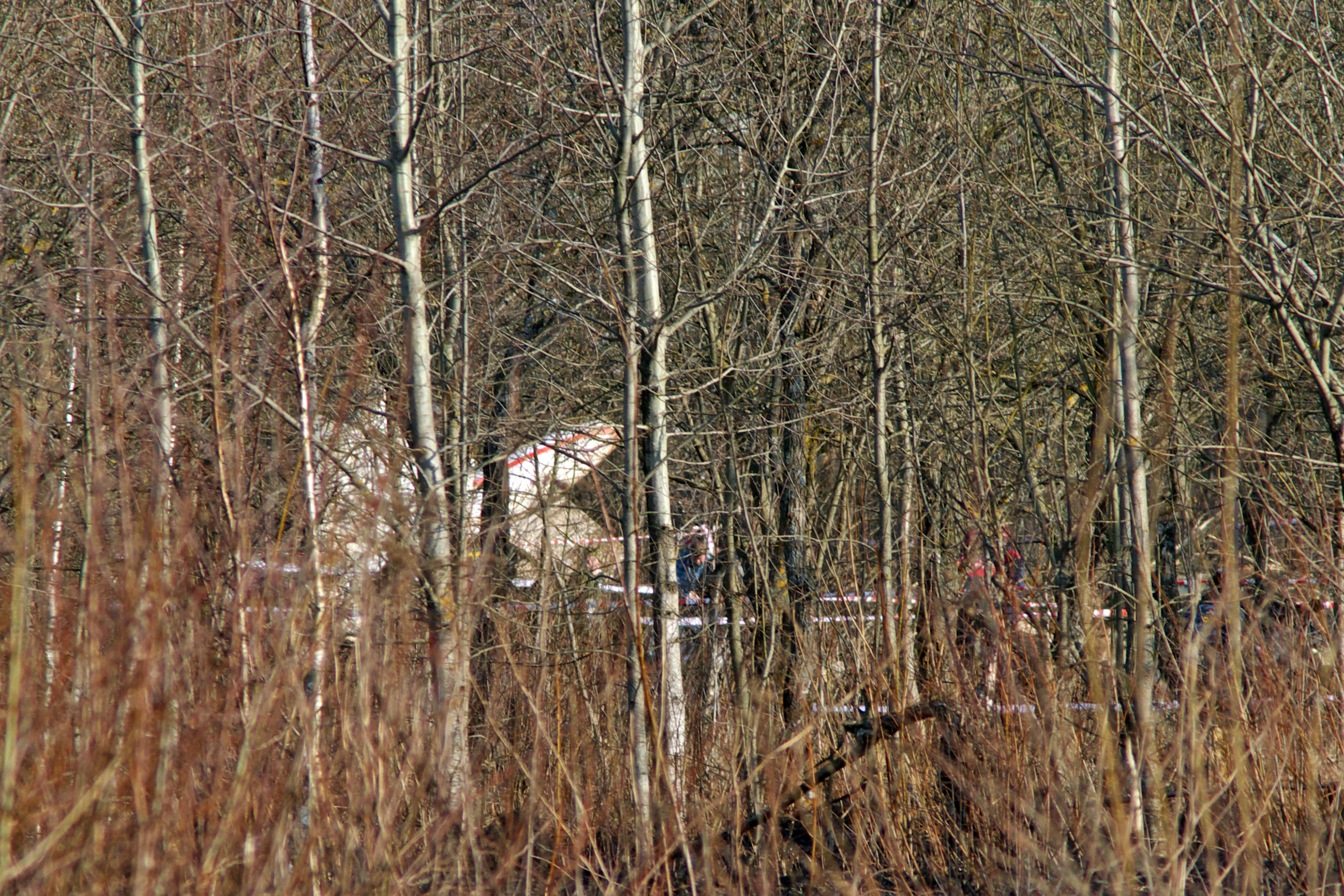
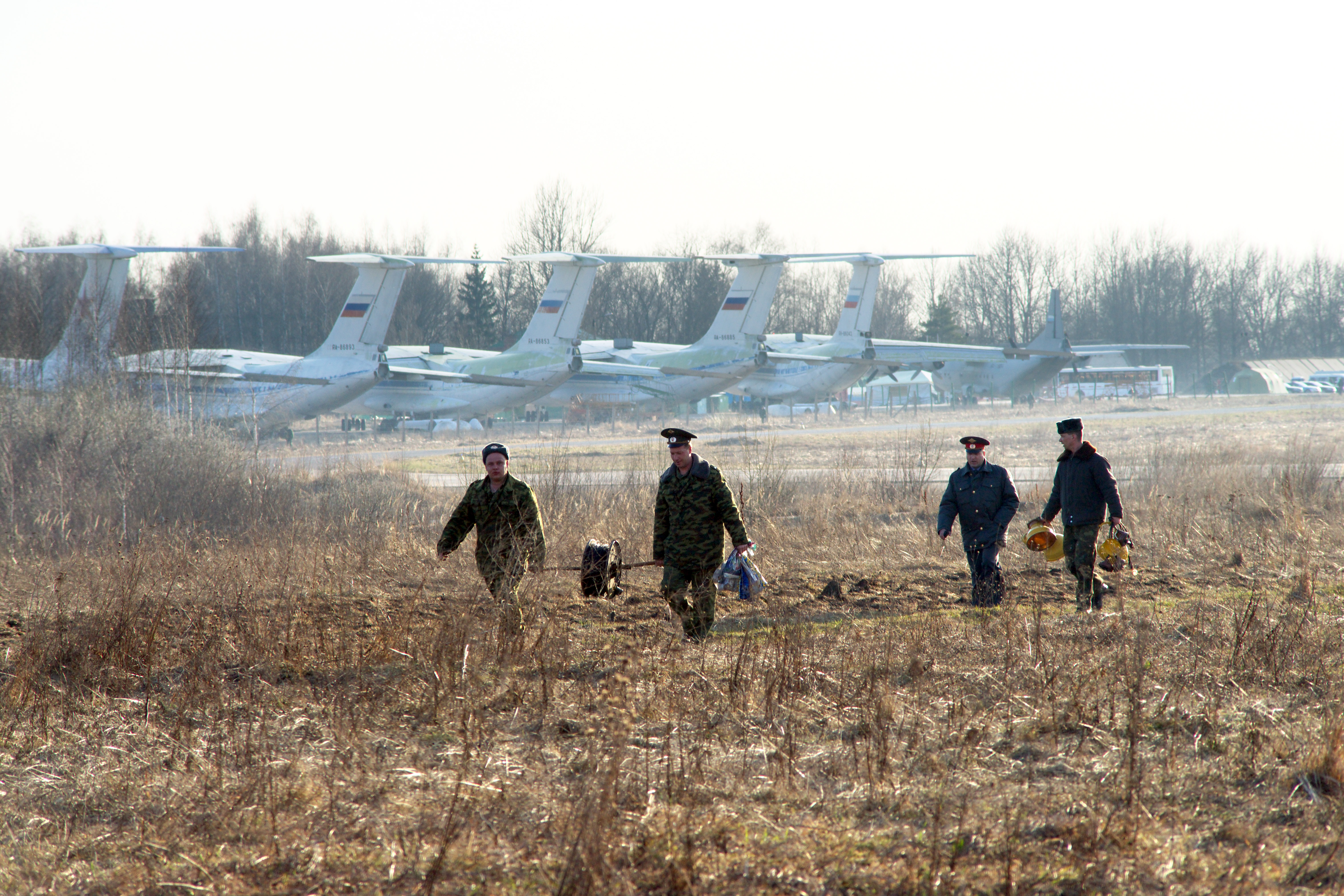
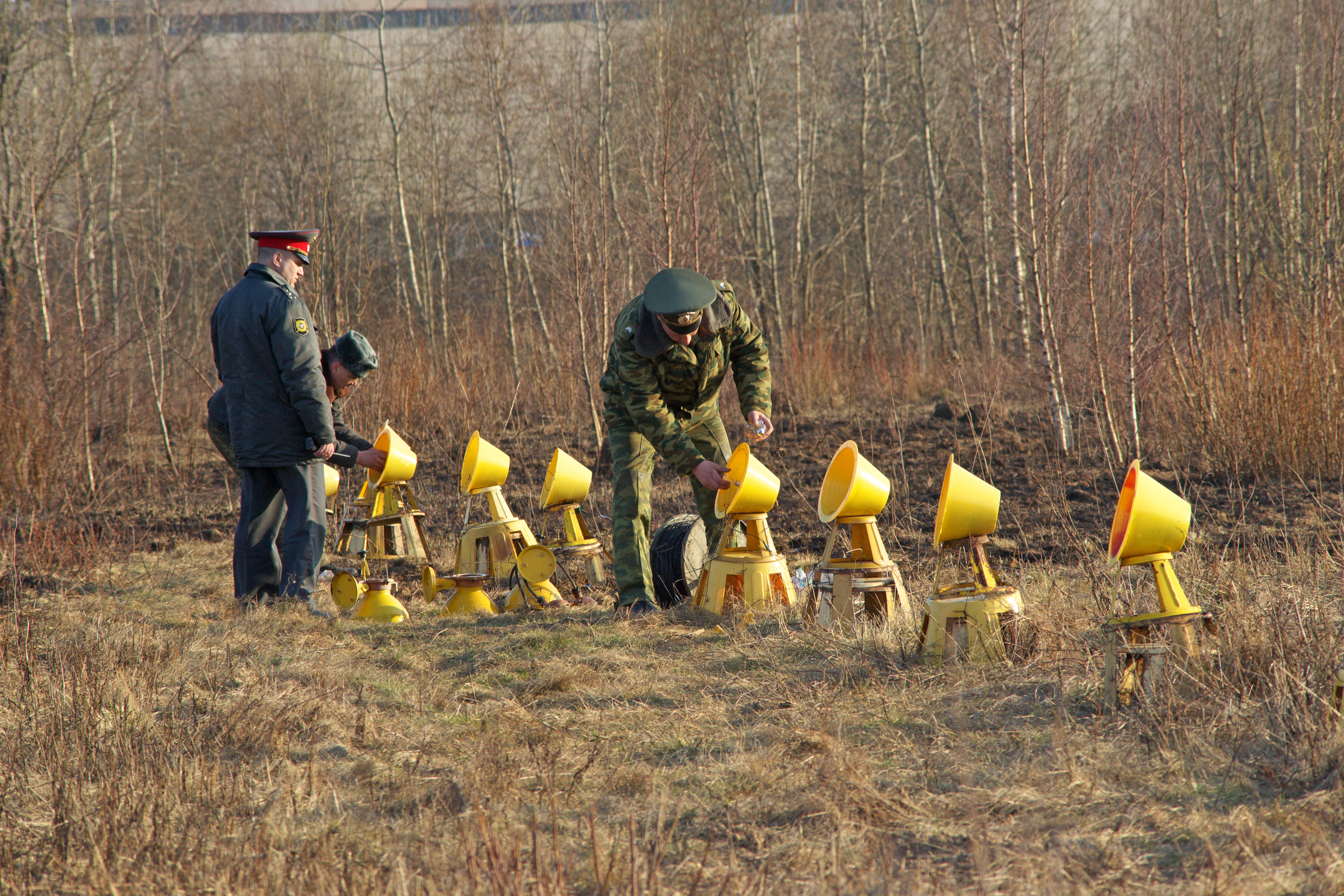
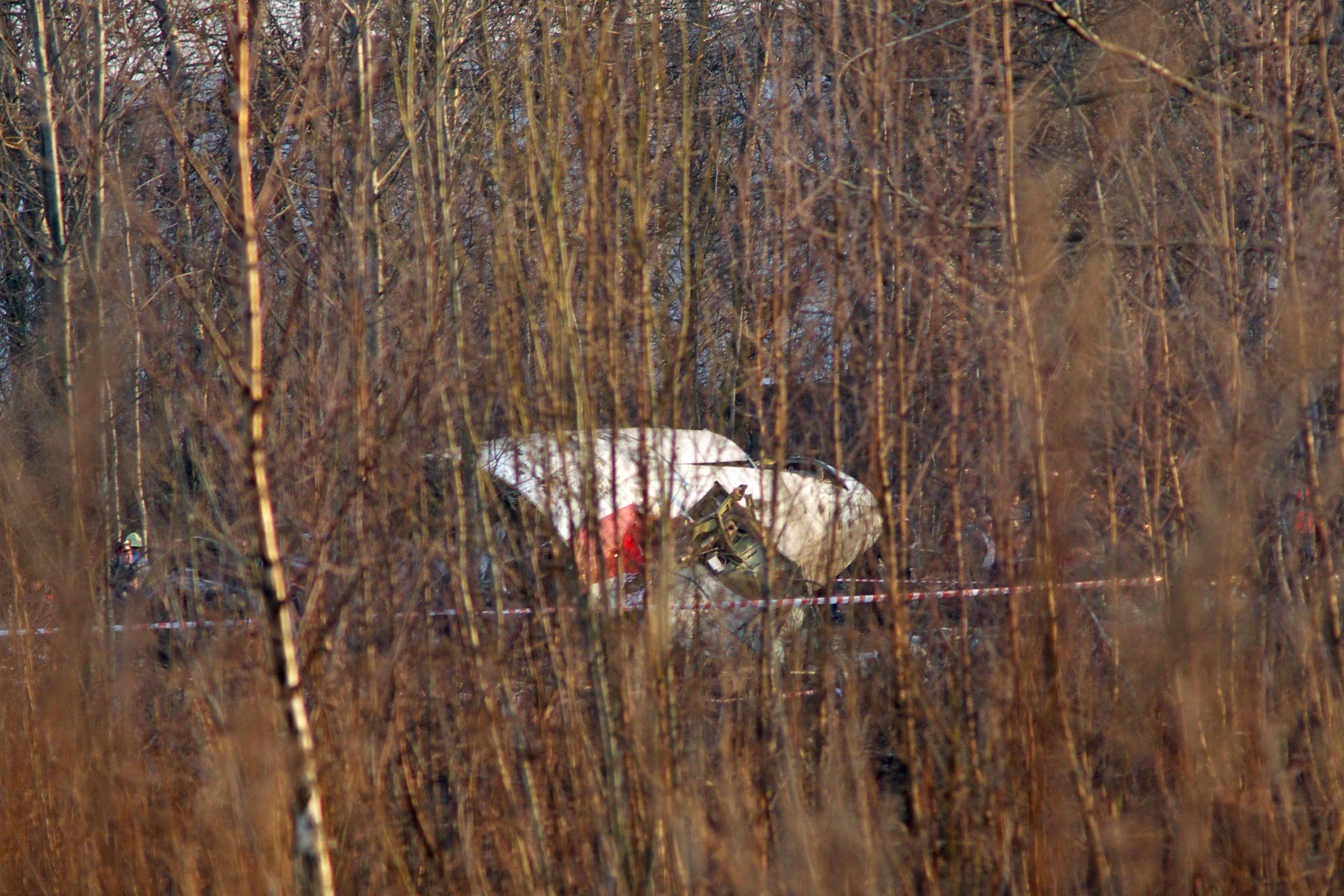
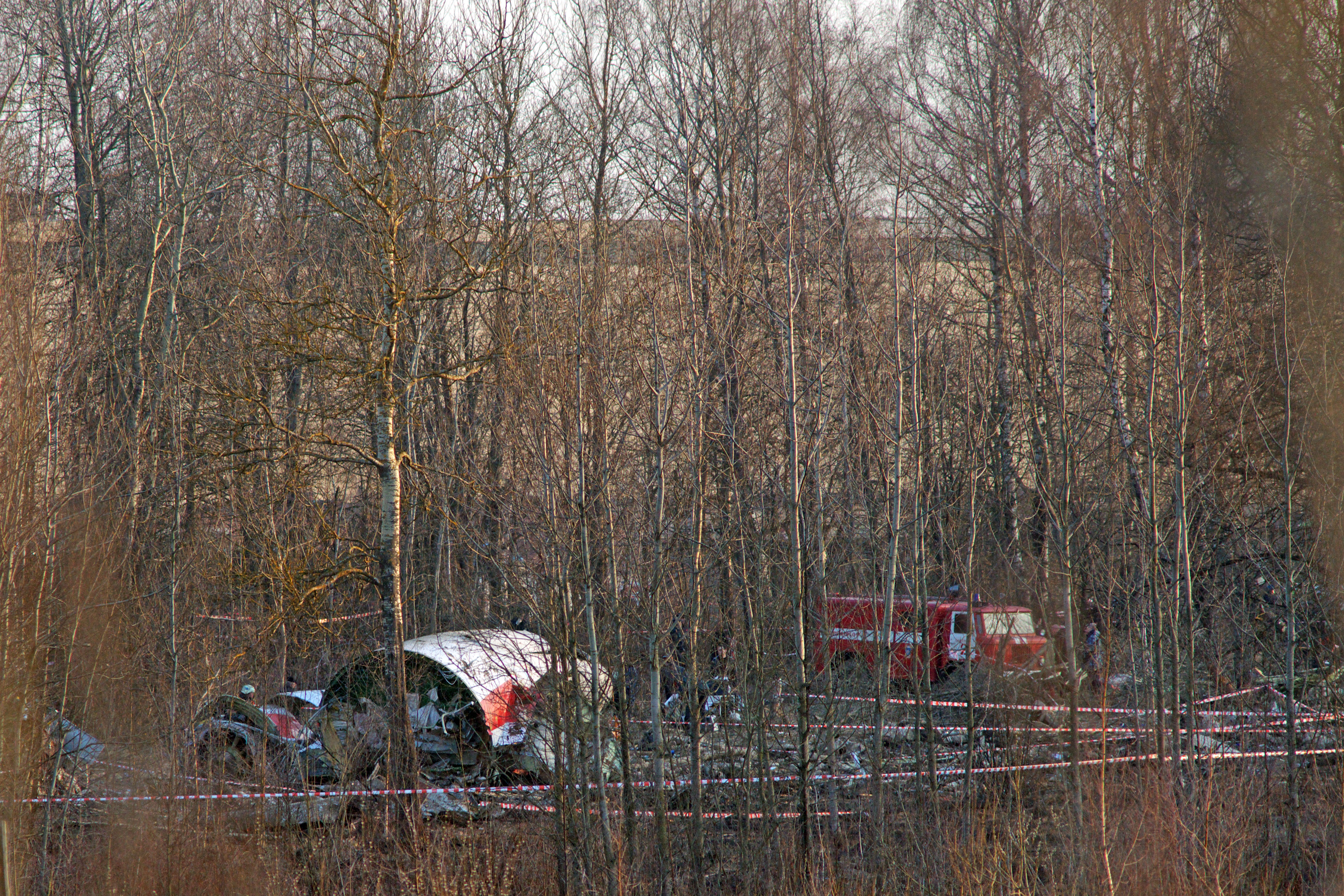
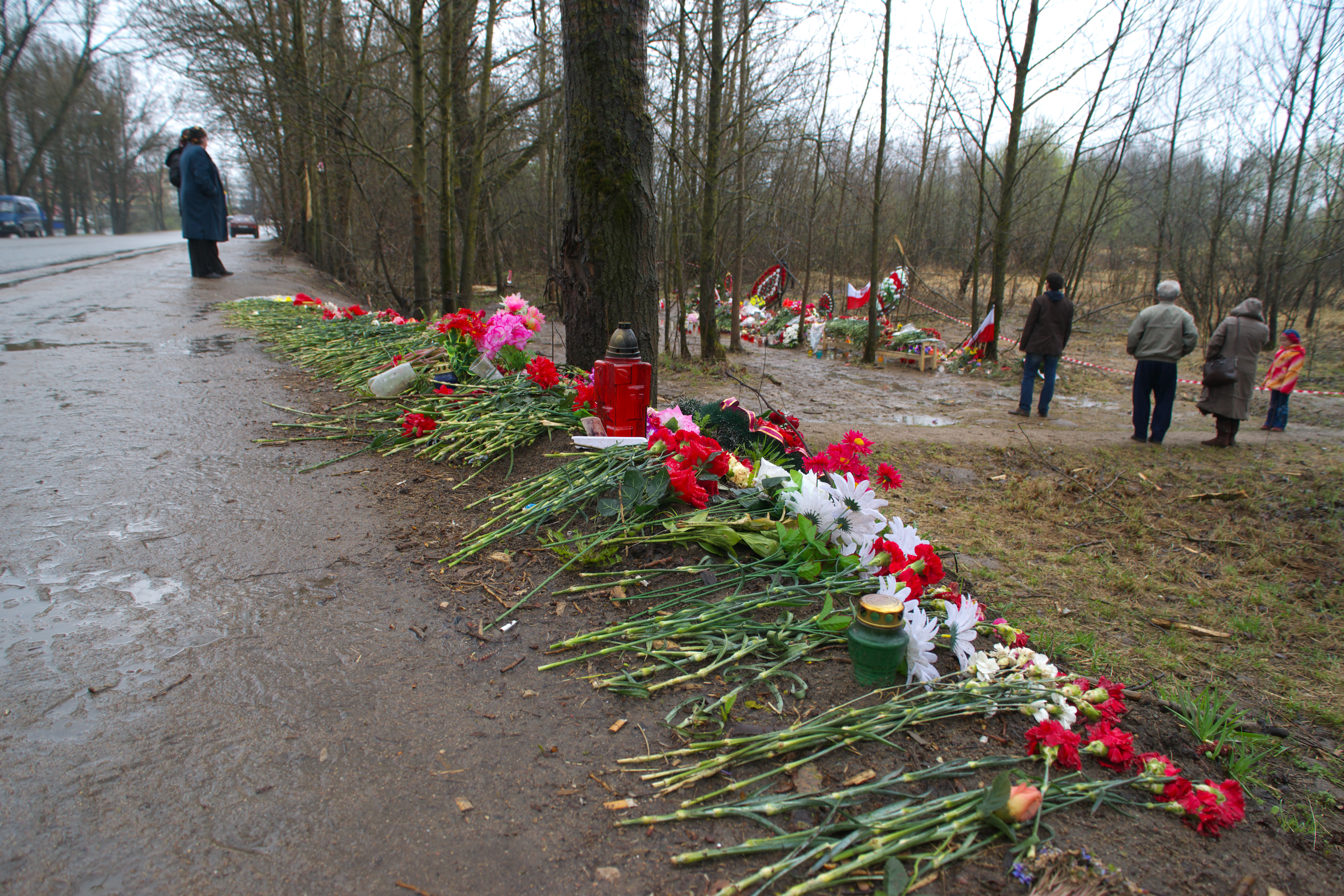
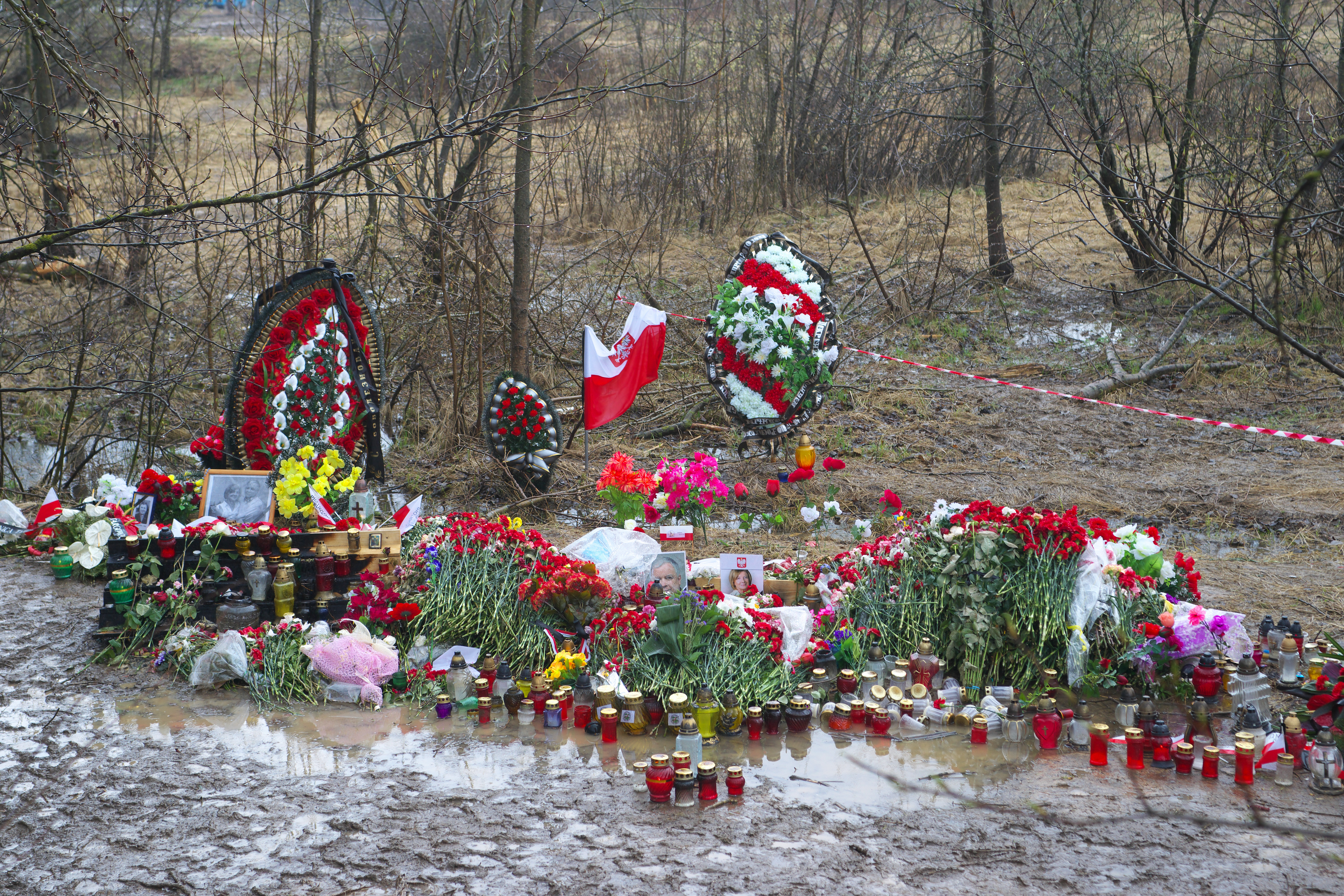

## Фотоматеріали

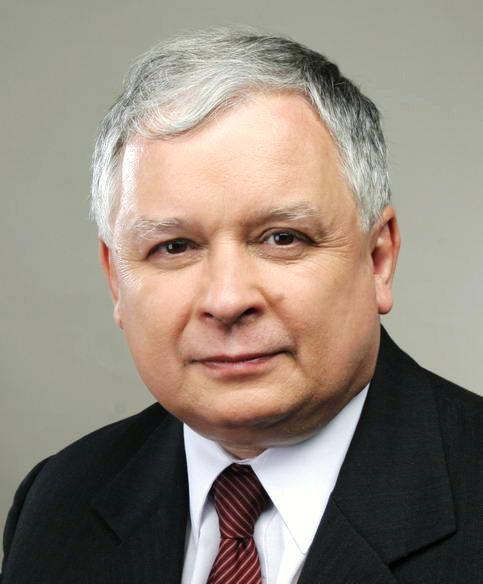
Президент Польщі Лех Качинський
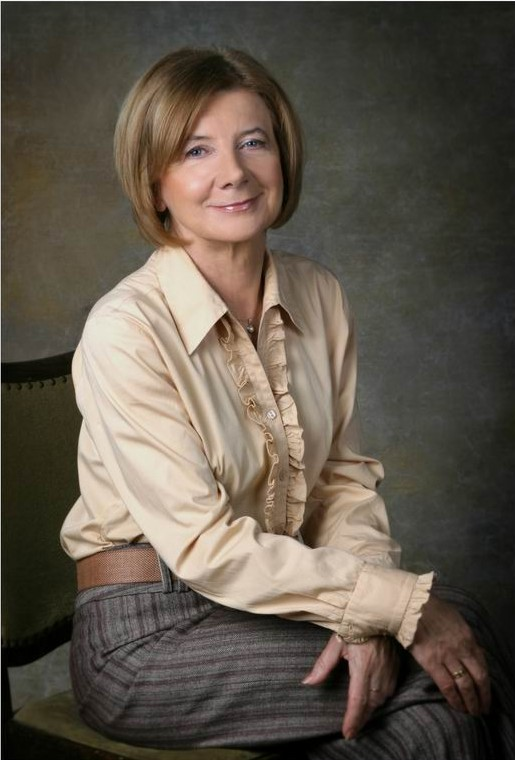
Перша леді Польщі Марія Качинська
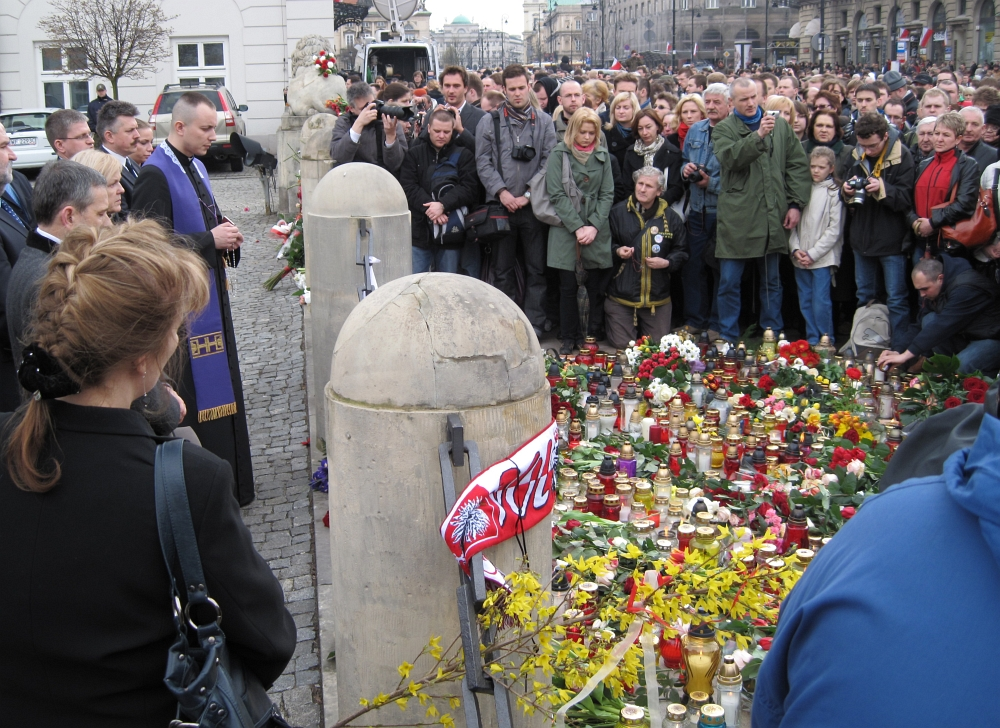
Квіти перед президентським палацом у Варшаві (10 квітня 2010 р.)
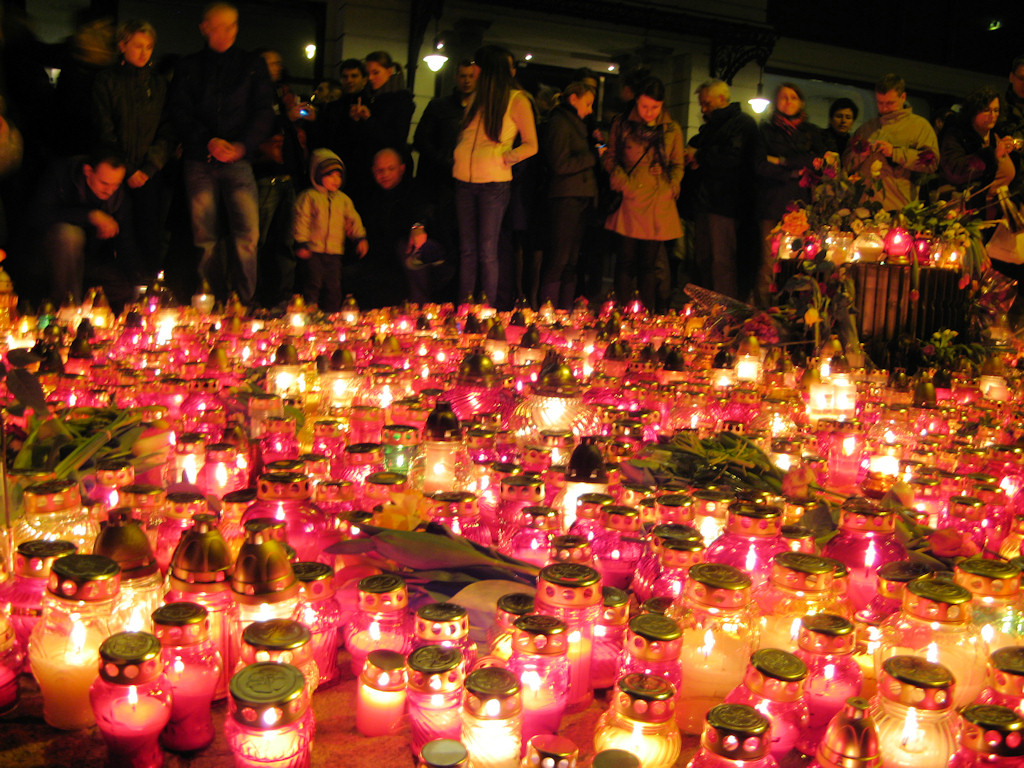
Варшава. Краківське передмістя. (10 квітня 2010 р.)
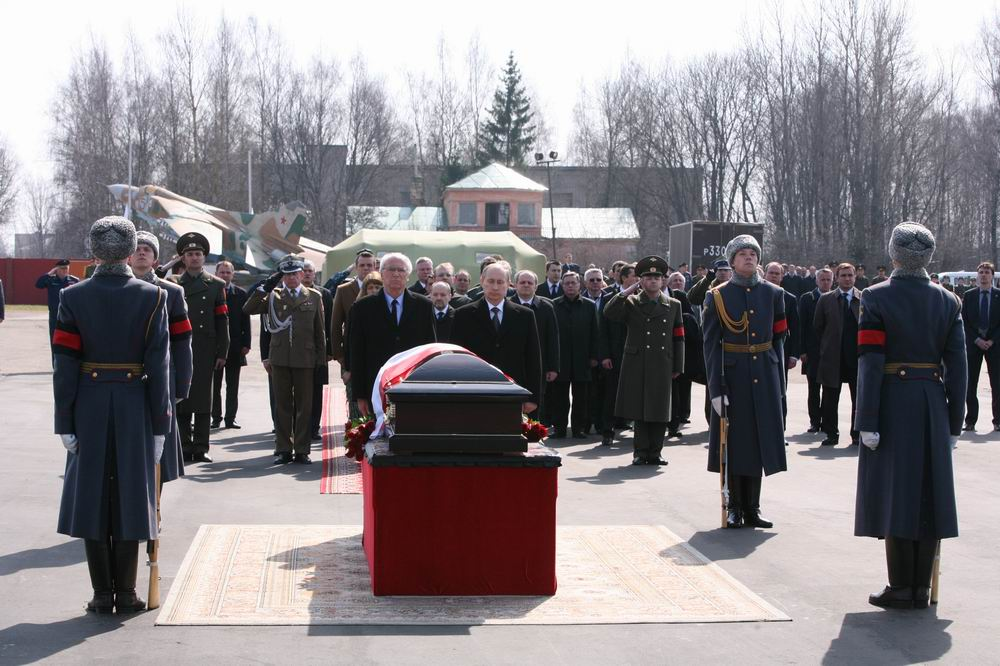
Смоленськ. Труна з тілом Леха Качинського на летовищі (11 квітня 2010 р.)
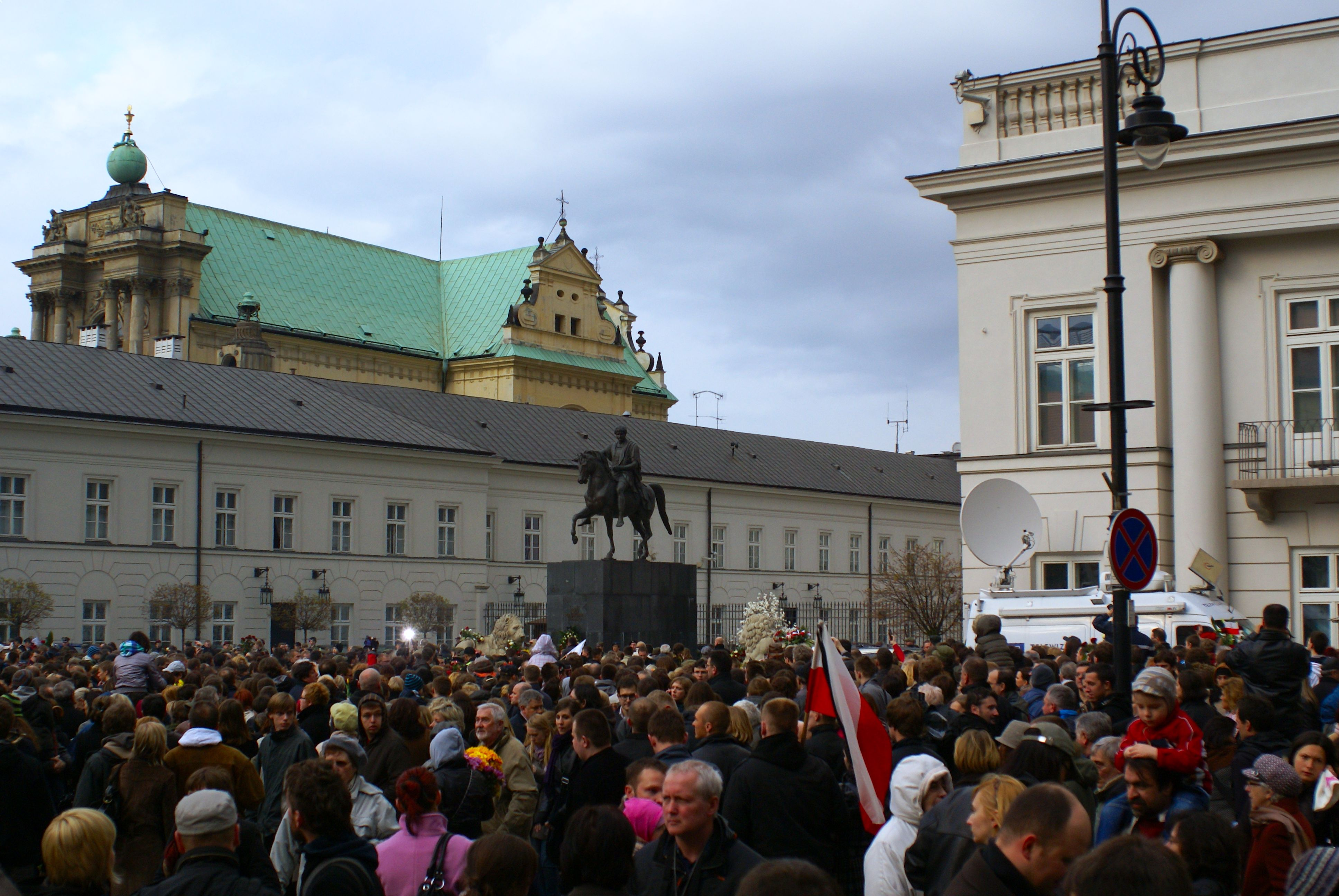
Варшава. Перед президентським палацом (11 квітня 2010 р.)
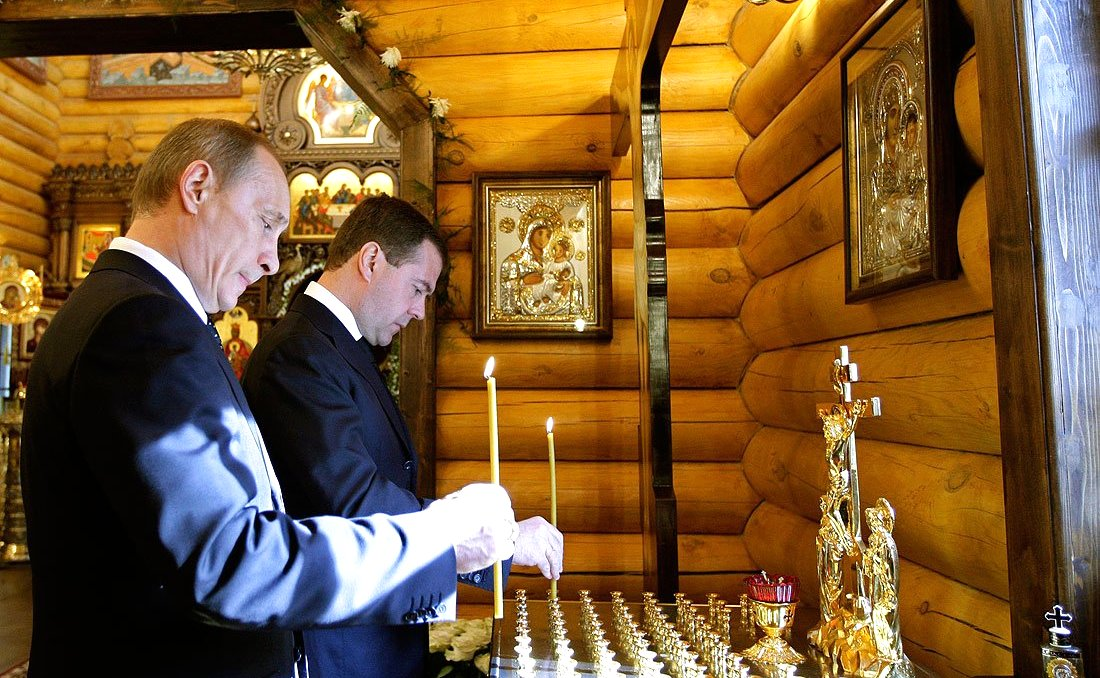
Володимир Путін й Дмитро Медведєв ставлять свічки в каплиці у резиденції Горки під Москвою на пам'ять про жертви авіакатастрофи.
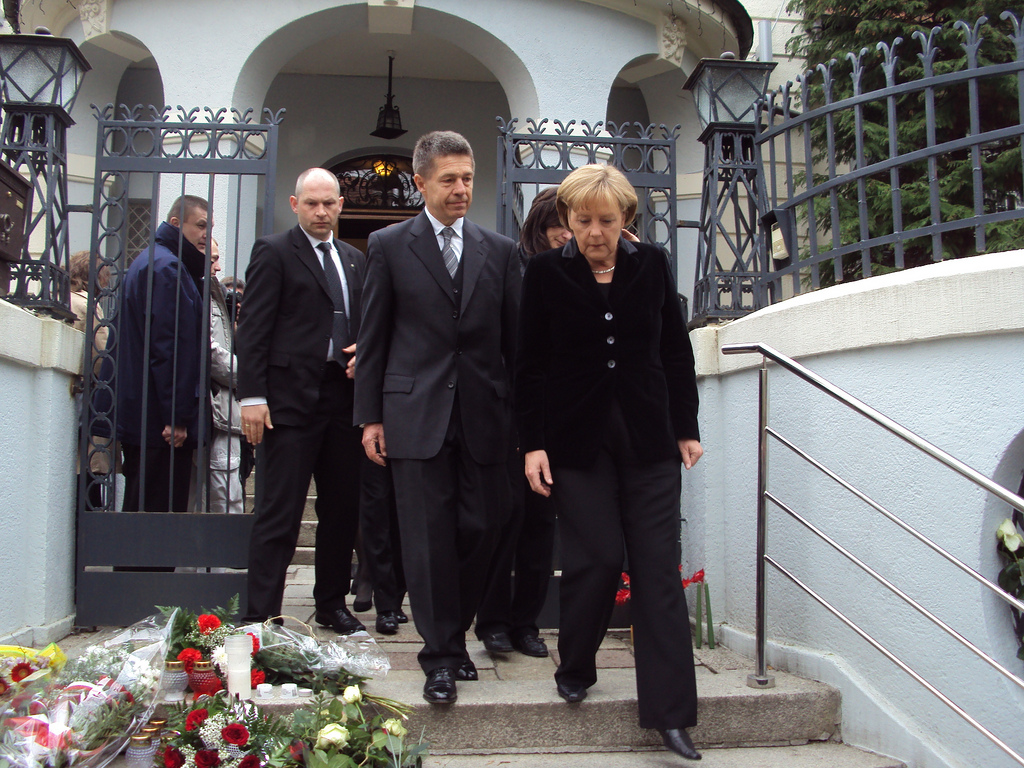
Канцлер ФРН Ангела Меркель із чоловіком відвідали посольство Польщі у Берліні і висловили своє співчуття польському народу.
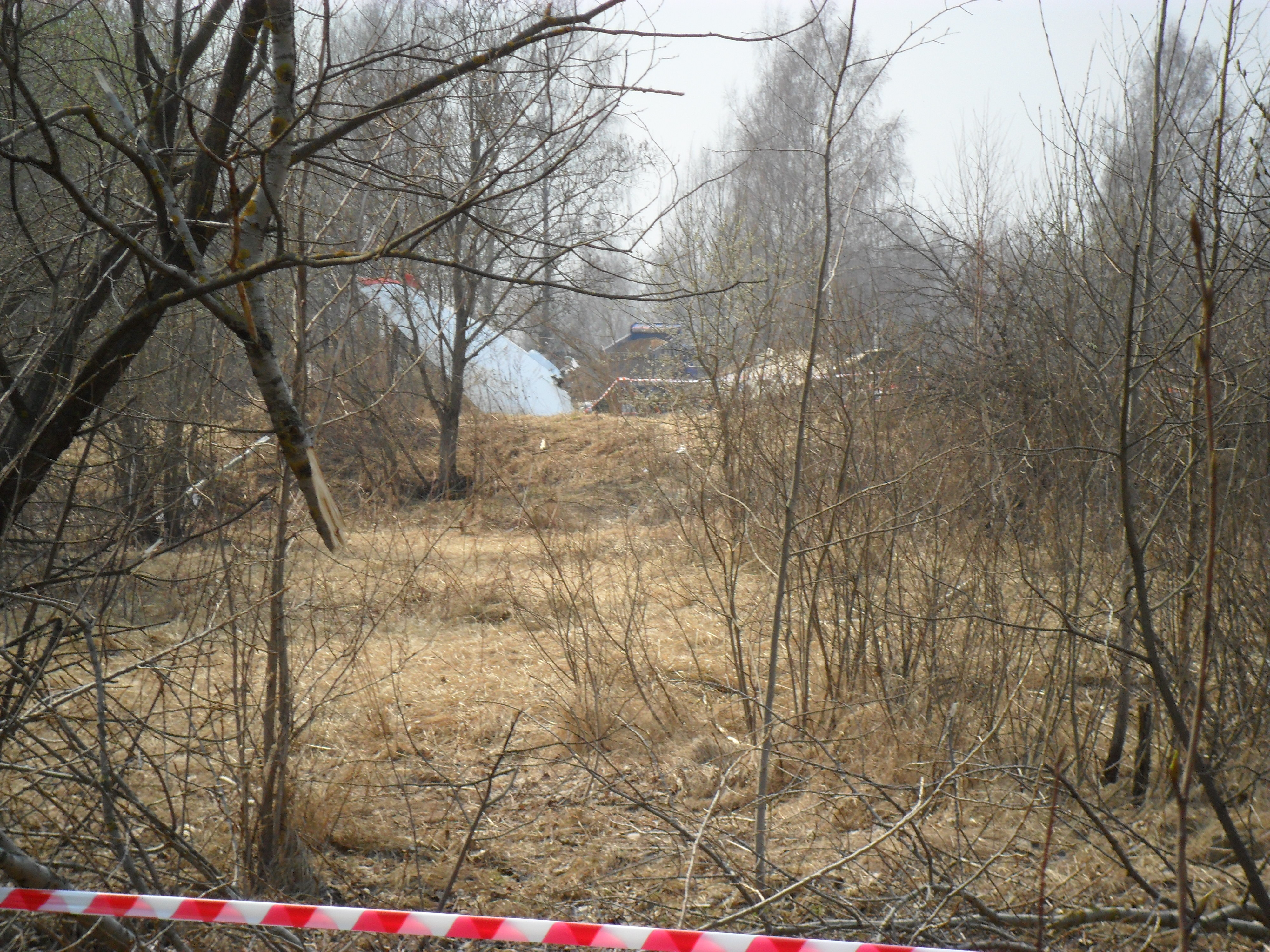
Уламки літака Ту-154
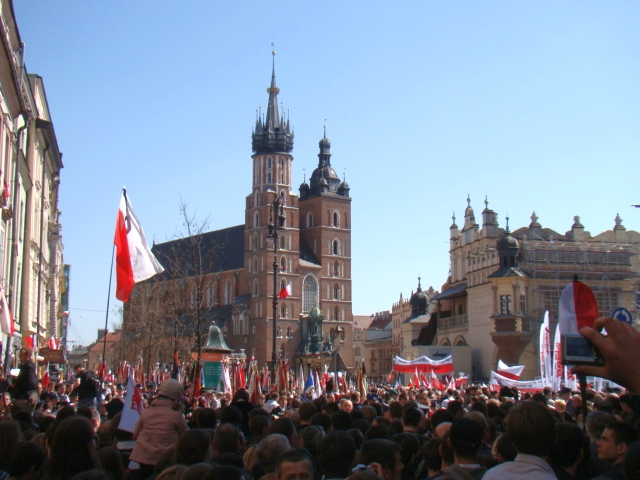
Жалобна церемонія на площі Ринек у Кракові
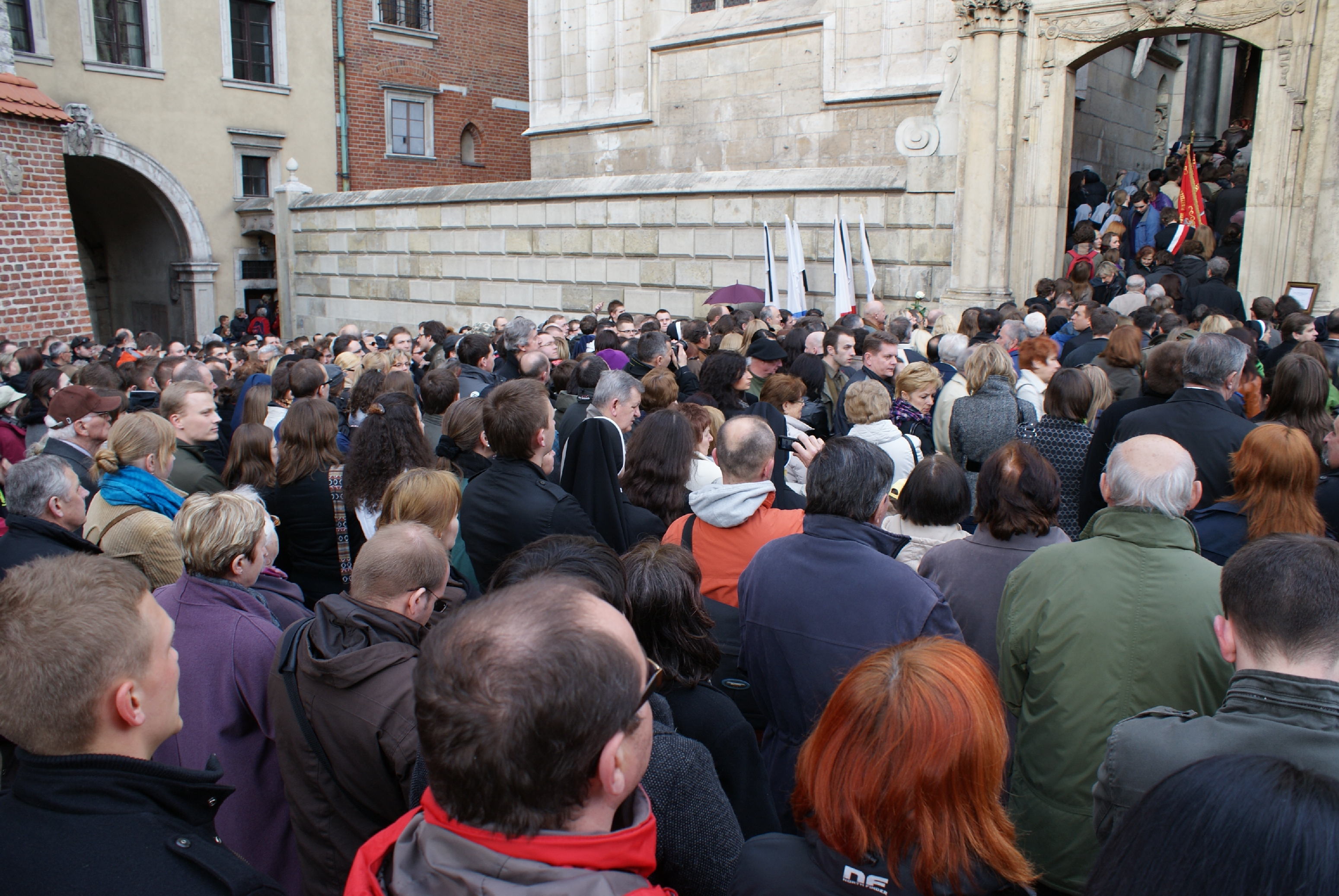
У входу до Вавельського храму під час служіння меси по загиблих в авіакатастрофі
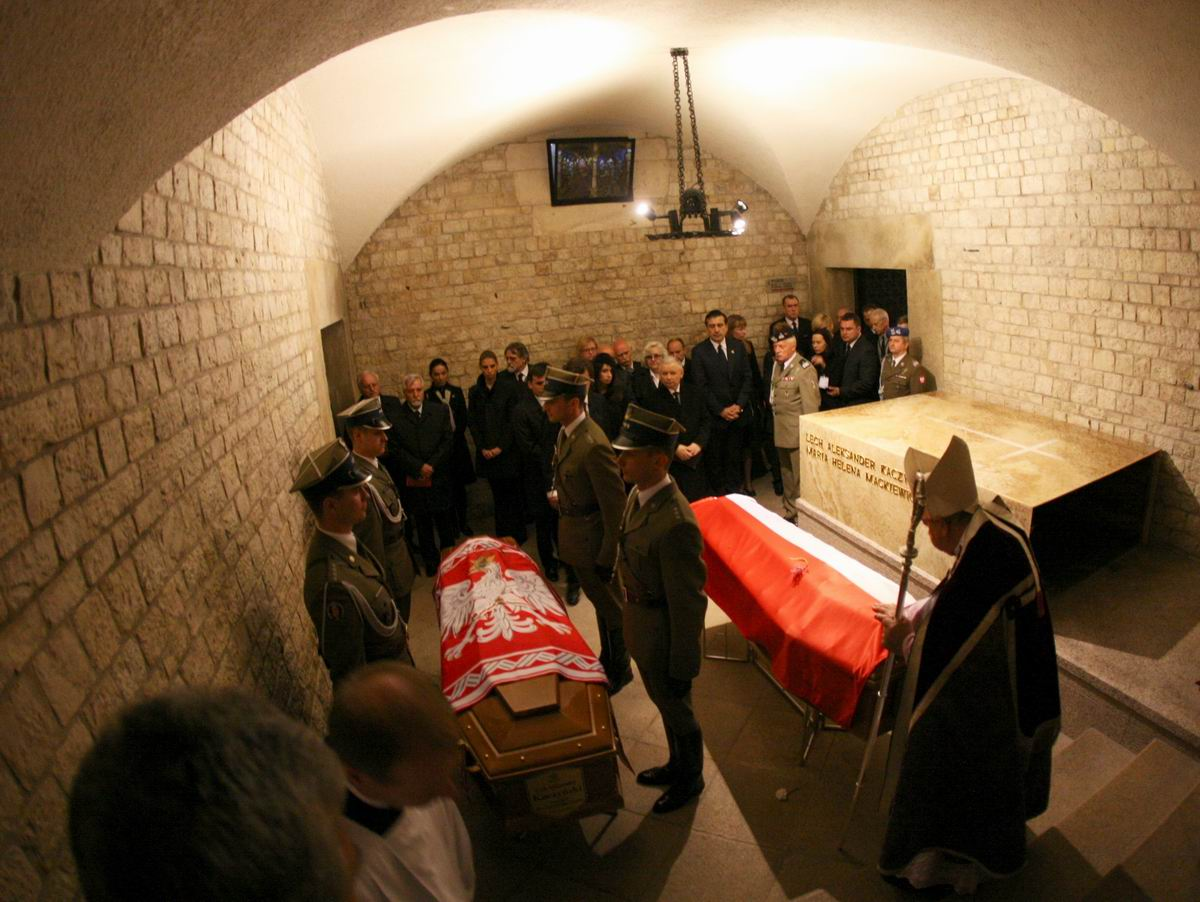
Поховання Леха і Марії Качинських, у катедральному соборі в Вавелі